# Fear, and Loathing in Las Vegas
Fear, and Loathing in Las Vegas（フィアー・アンド・ロージング・イン・ラスベガス）は、日本のポスト・ハードコア、エレクトロニコアバンド。所属レーベルはGetting Better。

## 概要
2008年結成。
バンド名は1998年のテリー・ギリアム監督の映画『ラスベガスをやっつけろ』の原題（Fear and Loathing in Las Vegas）に由来する。公式な略称は「FaLiLV」「ラスベガス」。バンド名が長いため、「なんちゃらラスベガス」に略されることもある。

## 音楽性
ポスト・ハードコアをベースに、オートチューンボーカルとシンセサイザーを交え、トランスの要素を取り入れたスタイルが特徴。
結成メンバーの一人であったSxunは、日本人が作るようなメロディと日本国外のアーティストのサウンドの融合というのが当初のバンドサウンドのイメージであったと語っており、具体的には彼が対バン経験のあったNorthern19やTOTALFATのようなメロディを想定していたという。またBOOM BOOM SATELLITESとの対談ではバンドの音楽性について、「自分らでできることをやってるだけなんですけどね。打ち込みもあるし、生っぽさもあるし、どっちも普通にあるっていうか、自然に成り立ってしまったんですよね。ルールがないというか、知識のなさから生まれた、偶然の結果ではあると思うんですよ。普通だったらできないテンポチェンジとかも、「でも、ここは速くしたいから速くするんだよ」っていう感じで」と語っている。
多彩な音楽ジャンルを取り入れていることに関して、「自分たちはいろんなジャンルの要素を取り入れてますけど、だからといって、それぞれのシーンでその音楽を極めている人たちに負けたくないという思いがあって。いろんなジャンルに手を出して、それぞれが60点でも意味がないと思う」、「やるなら、それぞれのジャンルを極めている人たちに負けないものだけが、自分たちのところに並んでいるような音楽を作っていきたい」と語っている。
Tomonoriは結成当時のインタビューにて、Minamiのキーボード、Sxunのギターリフ、その下でリズムが前面に出るようなドラムの3つを基盤にした上で、さらに個人の個性を曲に突っ込んでいくことによって自然と今のサウンドを確立したと語っている。彼曰く、「カオス」、「ポップ」、「コア」、「ダンス」がバンドの軸であり、その4つをどのようなバランスで組み合わせるかだという。また一番こだわりたいのは、Fear, and loathing in Las Vegasにしかできない音楽を作りたいということであり、「Las Vegas」というジャンルを作り上げることだとしている。
また多彩なサウンドの要素を1曲に融合させる秘訣については、固定観念に縛られずいろいろなフレーズを当てはめてみた上で格好いいかどうか、これをメンバー全員の感性で格好いいと思えることだとTomonoriは語っている。基本的にはかなり感覚的な作業で曲を作っているというものの、ノリで適当にくっつけて意味の分からない曲になってしまわないように、様々な音をくっつける場所、曲の変わり目をどうアレンジするかは考え抜かれて制作されており、ここに苦労してボツになった曲は数え切れないくらいあるという。
Tomonoriは「このバンドには、「やっちゃダメなことはない」っていう考えがある」と語っている。またBOOM BOOM SATELLITESとの対談では、「僕らの音楽って、ハードでもあるし、ポップでもあるし、いろんなジャンルの音楽のいいとこ取りをしてやろうっていう音楽なんですね」「個々のメンバーの個性をそのまま掛け合わせていったのが今の僕らの音楽で」と語っている。

### 音楽的な影響
結成当初のインタビューでは、デスコアからジャズ、アニメソングを聴いたりなど、音楽的な趣味がメンバー一人一人で全く異なるということが明かされている。
結成メンバーのSxunは元々メロディックバンドを組んでおり、海外のアーティストが作るメロディはしっくりこないと語っている。最初にバンドを始めたきっかけはSHACHIであり、そこからインディーズのバンドをよく耳にするようになったという。
Minamiはもともとクラシック・ピアニストであり、そこから派生してきたジャンルやアニメ・ソングをよく聴いているという。またシャウトをやるきっかけになったバンドとしてTHE USEDを挙げている。
Soはバンドを始めたきっかけとしてELLEGARDENを挙げている。その後はSTORY OF THE YEARやTHE USED等のスクリーモを聴くようになり、現在はジャンルレスに何でも聴く雑食だという。またTHE BACK HORNのボーカリスト山田将司の歌い方が好きだと語っている。
Tomonoriは基本的にスクリーモやメタルコアといったジャンルを全然聴かないという。ドラムを始めたきっかけは銀杏BOYZ、GOING STEADYを聴いて衝撃を受けたからであり、その後はファンクやジャズ、サンバ、メタルなどごちゃごちゃに聴いていたといい、1つのアーティストから影響を受けたというよりは、様々なアーティストから色々な部分の影響を受け、吸収しているという。
Taikiは影響を受けたアーティストに玉置浩二を挙げ、ライブに行った際に感動的な衝撃を受けたと語っている。
Tetsuyaはベースを始めるきっかけとなったレッド・ホット・チリ・ペッパーズのフリーの他、Billy SheehanやIKUO、THUNDERCAT、Henrik Linder（ダーティ・ループス）といったベーシストをそれぞれ挙げている。

### 功績
ライターの荒金良介は、もはや国産のラウド／ヘヴィミュージックにエレクトロが入っているのは当たり前であるとした上で、その当たり前を常態化させたのはFear, and Loathing in Las Vegasの存在によるところが大きいと分析し、今や右を見ても左を見てもその手のバンドであふれ返っていると語る。
ライターの中村拓海はラスベガスについて、エレクトロ×ラウドロックという組み合わせにハードコアのエッセンスを加え、次世代のバンドも交えて「ピコリーモ」というジャンルを確立したと語る。
タワーレコードの加藤直子、安達香菜、桜間里奈は、ハードコア／スクリーモ系が頭角を現すようになった流れの中で一番の起点になっているのはFear, and Loathing in Las Vegasであるとし、ラスベガスの登場以降は確実に流れが変わったと語る。具体的にはASHLEY SCARED THE SKYや、ファッション性もラスベガスに近いものがあるTHREE LIGHTS DOWN KINGS、ARTEMAなど、レイヴィーなスクリーモ／メタルコア系のバンドが続々とメジャー・デビューしたことを挙げた。
同じくライターの西廣智一はセールス／ライブ動員的に大成功を収めたラウドロックバンドのひとつとしてラスベガスを挙げ、「ラウドロックの未来を示すという意味でも、彼らの成功は非常に大きな意味を持っている」と語る。

### 評価・反応
BOOM BOOM SATELLITESの中野は、ラスベガスの音楽について展開の早さとテンポチェンジの仕方に驚かされると述べた上で、「ゲームがメチャクチャ上手いヤツが作ったみたいな音楽」と例えている。
coldrainのボーカリストであるMasatoは、ラスベガスについて「最初に出てきたときに“すごいな”と思いましたもん。1stアルバムであれだけちゃんと定まってるのはすごいなと。感心のみですよ」と、デビュー時には既にバンドとしての方向性が定まっていたと語る。
その音楽性から「ドイツのFear, and Loathing in Las Vegas」と形容されることもあるELECTRIC CALLBOY(当時・ESKIMO CALLBOY)は、2014年のインタビューにてラスベガスについて自身と比較して「とても速いけどメロディックな曲を作る」と語り、ARTEMA、ギルガメッシュと並んで最もドイツで人気があるとしている。
RAISE A SUILENはライブ・パフォーマンスに影響を受けたアーティストとしてラスベガスの名前を挙げている。メンバーの中でも特に倉知玲鳳がラスベガスのファンであり、同じキーボーディストのMinamiを目標にしているという。
PassCodeは自身の音楽性のルーツになったアーティストとしてラスベガスを挙げている。中でもメンバーの南菜生はデビュー初期辺りが特にラスベガスの色濃い影響を受けていたと語り、「ベガスご本人達はどう思ってるんだろう？」と思っていたという。
タワーレコードの山口コージーは、ラスベガスにはエンター・シカリのレイヴ×スクリーモ／メタルコアなサウンドやストリート感溢れるファッション性が受け継がれていると評している。
ライターの荒金良介はReal Soundにて、ラスベガスの音楽性を語る上で外せないのは、「ラウド」と「エレクトロ」の両要素だとした上で、「前例がない。お手本がない。比較すべきアーティストが見つからない」「ラスベガスの前にラスベガスなく、ラスベガスの後にラスベガスなし」とコメントしている。また、「エレクトロを標準装備したアプローチが増えれば増えるほど、ラスベガスの技量とセンスはより一層強い光を放っている。あるいは、模倣できないオンリーワンの個性として堂々と君臨している」とも語る。
音楽ライターの西廣智一は、CrossfaithやARTEMAのようなエレクトロの要素を取り入れたヘヴィなサウンドを信条とするバンドは存在したが、ラスベガスの場合はラウドロックの側面とダンスミュージックの側面を両立させつつ、なおかつキャッチーさやポピュラリティも存在するという点が他とは異なる大きな個性といえると評した。

## 楽曲制作
基本的な作曲方法は、まず曲のテーマやイメージをマネージャーが提示し、それをもとにバンド側（主にMinamiとSxun）がフレーズなどのネタを作成、それをマネージャーとともに曲に仕上げていくという流れで行われる。この流れはSxunが脱退して以降も変わっておらず、Minamiも根本的なやり方自体はずっと変わっていないとしている。マネージャーとの共同制作は自主制作EP『Take Me Out!! / Twilight』から行われている。
作曲に関しては、Tomonoriがインタビューにて、基本形のようなものは存在するもののあまり固定しないようにしているとも発言している。Tomonoriは、基本に従ってやり過ぎると結局同じような曲しか作れなくなるため、そこは頭を柔らかくしていろいろなやり方で作っていけたらいいとしている。
なお歌詞に関してはほぼ一貫して、マネージャーがメンバーの経験したことなどをもとに大枠のテーマを決め、Soが日本語でまとめ上げ、それを英訳する、という手法で手掛けられている。
デビュー当時
『Dance & Scream』制作は、SxunとMinamiがメロディやキーボードのフレーズを持ってきて、それをメンバー全員で広げていくという形で行われた。
具体的には、まずSxunやMinamiがそれぞれギターリフやメロディを作成し、それをTomonoriがスタジオで聞いて構成を立てつつ、ある程度できあがったものに対してメンバーでディスカッションを行って制作するという方法が取られていた。誰かが作った曲をそのまま演奏することは無く、スタジオに入ってワンフレーズ格好いいものができたら、それを中心に構成を立てていくという形で行われた。その際に意見を言うのは基本的にSxunとTomonoriであり、他のメンバーはそれに対して「俺はこう思う」というような話し合いをしていた。
『NEXTREME』制作では作曲陣それぞれの得意な部分、長所的な部分が分かれてきたため、Tomonoriは構成、Minamiは打ち込みやキーボードメロディ、Sxunはメロディ、というようなそれぞれを活かす方法に変化していった。Tomonoriは、楽器隊や構成の下地を彼とMinamiが作りその上にSxunがメロディを乗せた曲や、Sxunがメロディとコードを制作し彼とMinamiと構成を広げていく曲など、前作『Dance＆Scream』に比べて制作方法が異なるパターンが増えたとしている。
『All That We Have Now』制作では、前作制作時から役割分担が取られるようになったことも影響し、フレーズを作ることだけに目がいって曲全体を見ないという状況が生まれた。それは良くないということで、メンバー全員で話し合ってひとつのイメージを決めてという確認作業を、曲作りを一旦止めて時間を割いてでも行った。また、それまで曲の構成は足し算が多く要素を詰め込んでいくというやり方だったのに対し、「これを抜いたらもっと良くなるんじゃないか」という引き算をして潰す方法が取られた。
『PHASE2』以降
『PHASE 2』制作時は、ベースが交代したこともあってバンド・サウンドにベースのアレンジを多く取り入れていきつつ、全体のバランスを考えて要所要所で見せ場を作ったという。またMinamiとSxunの2人でスタジオ以外でも集まって制作するようになった。制作終盤にはリハーサル・スタジオで全員集まった際、MinamiとSxunがロビーで作業をする中、他のメンバーはスタジオでフレーズやライブの練習をする等、分担することが多くなったという。
『Feeling of Unity』制作時には、バンド内での作業が分担化して作る方と待つ方の時間に差が生まれてしまい、お互いを見れないために気遣ってフォローするといったことができず、空気が悪くなって一回揉めたという。そのため、メンバー同士がコミュニケーションを取り同じ感覚を共有することの大切さを再確認したといい、アルバムタイトルにも反映されている。
『New Sunrise』制作時は、以前からはっきりしていた役割分担がさらに強くなったという。
『HYPERTOUGHNESS』以降
『HYPERTOUGHNESS』制作時には、作曲を担当していた1人のSxunが脱退しているが、それまでの方法と変わらずに制作が行われた。続く『Cocoon for the Golden Future』も同じ方法で制作された。
新型コロナウイルス流行以降の作曲は基本的にオンライン上で行われている。Minamiが曲のネタを事前に作りマネージャーがそれを聴いた上、使えそうなフレーズをピックアップし二人でブラッシュアップしていく形であり、マネージャー曰く前述のMinamiの作業を「宿題」と呼んでいる。ツアー中などにはMinamiが「宿題」をコツコツ進め、後でマネージャーがそこから細かくフレーズを変えたり構成を整えたりした上で、新たな「宿題」を出しては出来上がったものを聴いて加工しての繰り返しで行われている。楽曲の構成や完成の線引きは全てマネージャーが指揮を執っている。Minamiは、Sxunが抜けたために以前は考えていなかったパートも考えるようになったものの、コロナの影響で時間も増えたためそこまで負担にはなっていないとしている。しかしながら、他のアーティストのライブを見に行けないという点で刺激を受けることが少なくなったなど、難しい面もあるという。

## ライブ・パフォーマンス
登場時のSEはバンドが自作したオリジナルのインスト曲が使用される。基本的にどのライブにおいてもアンコールを一切行わない。セットリスト残り2曲手前で必ずMCが入り、その際に観客に対して、最後まで全力で盛り上げるようにアナウンスするのが恒例となっている。
Soは「お客さんに楽しんでもらうために、自分がライヴを楽しんでいることがお客さんに伝わるようにしたいと思っています。お客さんが自分につられて思わず笑顔になったり 踊ったりしてしまうような動き、表情、煽りなどを意識しています」と語っている。
Minamiは「パフォーマンスは振り切った動きをしてできるだけ目を惹きつけるように意識しています。お客さんの顔を見て煽ったりするときはできるだけ後ろのほうにいる人や動いていない人にアピールするようにしています」と語っている。
Taikiは「ライヴ中お客さんのほうを向いているときは目を合わせるようにしていて、フェスなどで、違うアーティストのTシャツを着ている方なども惹きつけられるような気持ちでライヴに挑んでいます」と語っている。
Tetsuyaは「会場にいる全員に楽しんでもらえるように、遠くのお客さんまでとどくように意識しています」と語っている。
Tomonoriはライブについて、とにかく「お客さんの心に届くかどうかが大事」だと語っており、基本的にどんなライブでもお客さんを「取りにいく」という姿勢を持ってやっているという。また意識的に何かをプレイすると集中できないことが多々あったといい、今はなるべく無意識を意識しているという。
非常にストイックなことも明かしており、ライブ後にはメンバー全員で猛反省会が行われているという。Tomonori曰く、「基本的に一個でも後悔することがあった時は、ボロカスに言い合うような人達」であり、「次の成長が見れないんで、シビアに判断して、絶対甘えなしでやろう」と思っている。これに関しては客の盛り上がりなどは関係なく、バンドとしてどれだけ良いライブができるか、後悔なしにできるか、インパクトを与えられるか、テクニックや動きのキレはどうか、などについて一切妥協なく、常に自分達の中の完璧を目指しているとのこと。それらをバンドの中ではよく「テンション感」と呼んでいるという。

## FALILV by FaLiLV（アパレルブランド）
2016年1月8日、メンバー監修のアパレルブランド『FALILV by FaLiLV（正式名称：For All Life, Internal Little Voyage by Fear, and Loathing in Las Vegas）』が立ち上げられ、5月にオンラインストアがオープンした。ブランドを始めるきっかけとなったのはマネージャーの提案であり、「自分たちでも普段から着れる服」というテーマでデザインしてみたいという話になったという。
メンバーそれぞれのライブ衣装から影響を受けたアイテムを出しており、特定のメンバー個人によるブランドというよりはバンドメンバー全員でプロデュースするブランドとなっている。当時のメンバーであったSxunは、「それぞれのメンバーが一番着やすいものに近づけているというか。それをみんなにもいいなと思って着てもらえたら嬉しい」と述べる。

### 他ブランドとのコラボレーション
- PARADOX
- L.H.P.
- N'enuphar
- ACUOD
- UTILITY
- glamb

## メンバー

### 現メンバー
So - クリーンボーカル、スクリームボーカル、プログラミング
- 2009年加入。兵庫県加古川市出身。オートチューンを取り入れたハイトーンボイスが特徴。正式に加入する前はFear, and Loathing in Las Vegasの前身となるバンドでサポートボーカルとして活動していた。
- 関西学院大学理工学部卒業でMinamiとは同い年。また、THE ORAL CIGARETTESのボーカリスト・山中拓也とも大学の同級生である。
- 主に歌詞を手掛けている。
- 一歳年下の弟がいる。
- 父親は小学校の教員。
- 最初にハマったのはELLEGARDENであり、そこからバンドを始めた。現在は音楽的嗜好に関しては「雑食」であり、Story of the YearやThe Usedからジャズ・バー、相対性理論、絢香、JAMIES ELSEWHEREに至るまで何でも聴くとのこと。
- BOOM BOOM SATELLITESのファン。中学2年生の頃、部活の先輩に連れられて映画館に『APPLESEED』を観に行き、そこでBOOM BOOM SATELLITESの音楽に初めて出会い、電子音とロックが融合した音楽を聴いて衝撃を受け、そこから熱心に聴くようになったとのこと。
- 非常に目が悪く、2020年9月には網膜剥離が急激に進行したため緊急手術を受け、数週間入院した。

Minami - スクリームボーカル、キーボード、プログラミング
- 兵庫県芦屋市出身。オリジナルメンバーの一人であり、Tomonoriに声を掛けられる形でバンドに参加する。それ以前は別のバンドで活動しており、一時期はCrossfaithのベーシスト・Hirokiとバンドを組んでいたこともあった。
- Soとは同い年で、同じく関西学院大学卒業。Soと同じく、THE ORAL CIGARETTESのボーカリスト・山中拓也とも大学の同級生である。
- 黒髪パーマ・黒いアイメイク・黒い服装が特徴。ライブやテレビ出演の際は一切無口だが、インタビューにはしっかりと対応している。
- 主に作曲を手掛ける。
- 元々はクラシックピアノを弾いていた。
- 「Why Couldn't I Say The Last Goodbye To You?」の公式MVでの紹介文では「Keisuke」名義であった。
- 歌唱に関してはスクリームやシャウトがメインだが、「LLLD」からはクリーンボイスでのラップも披露するようになった。
- 姉が1人いる。
- 野球が好きである。

Taiki - ギター、コーラス、ボーカル
- 神戸市出身。オリジナルメンバーの一人。他のメンバーよりも目立つ髭がトレードマーク。
- 『PHASE 2』以降はシンガロングやクリーンパートも務めることが多くなり、『New Sunrise』以降ではスクリームパートも務めるようになった。それに伴い、MVやアーティスト写真ではサングラスやシングレットなど奇抜な衣装を披露するようになった。
- 髭は結成当初は剃っていたが、『All That We Have Now』のリリース時期から髭を生やしたまま活動するようになった。
- Mayonesのギターを使用しており、2019年11月には日本人プレイヤー初となるエンドースメント契約を交わしたことが発表された。
- 料理も得意であり、かつてシングル「Starburst」の初回生産限定盤の特典であるスペシャル・プレゼントとして、クッキーを作ったことがある。
- バンド結成時は就職していた。
- 兄が1人いる。

Tomonori - ドラムス
- オリジナルメンバーの一人。メンバーの中では最古参であり、彼が中心となってバンドが結成された。
- 『Feeling of Unity』以降ではクロテイルも使用するようになった。
- Keiとは学生時代からの友人であり、バンドに誘った人物でもある。
- 3人きょうだいの末っ子で9歳上の兄と6歳上の姉がいる。
- ドラムを始めたきっかけは銀杏BOYZやGOING STEADYを聴いていて衝撃を受けたから。
- 基本的にはスクリーモやメタルコアは全く聴かないが、ドラムを始めて以降はファンク、ジャズ、サンバ、メタルなど様々なジャンルの音楽を聴いており、好きなものは好きだが嫌いなものは嫌いだという。普段はよくアニソンを聴いている。
- 以前は太めの体型であったが、2020年秋頃に「この体型では今のドラムプレイスタイルを続けることはできない」と考えたことから、2022年にかけて40kgの減量を敢行。そのため現在はやや絞った体型になっている。

Tetsuya - ベース、コーラス、ボーカル
- 2019年6月29日加入。
- 大阪府高槻市出身。
- 高速スラップなどのテクニカルなベース・プレイを得意とする。
- 人間性について、Taikiからは「一見謎に包まれていて、人によれば怖く見えたり、近寄りがたい雰囲気を醸し出しているかもしれませんが、一度話し出すと自分の好きなものや趣味の話が止まらないいわゆるオタク気質な男です。そして、その性格でベースとも向き合う向上心のあるファンシーでファニーで真面目な坊やです」、Tomonoriからは「初めて会ったときから、素直で純粋なイメージが強いです」と表現される。
- 新体制後の最年少メンバーである。大阪を中心に活動していたバンド"ソロモン"の元ベーシストであり、ソロモン解散後は「テヤン・テツヤ」名義で活動していた。Keiと同様にSxunパートのコーラスを担当している。
- dragonflyのベースを使用。他にはFender・ジャズベース、Music Man・Stingray、IKUOのシグネイチャー・モデル等を所持している。
- アニメ鑑賞やキャンプ、スニーカー集め、ガンプラ、ミニ四駆、ラジコンなどが趣味でメンバーの中では多趣味である。また、メンバーで唯一X・Instagramの個人アカウントを開設している。
- 自身の座右の銘として漫画『東京喰種トーキョーグール』の『この世の不利益はすべて当人の能力不足』という言葉を挙げている。この言葉を「何かうまくいかないことや嫌なことがあっても、環境や他人のせいにするのではなく、自分を変えることで解決していこう」と解釈しており、何か落ち込むようなことがあったときなどに思い出すようにしているという。
- 自身の人生に大きな影響を与えた作品として、小説『ZOO1』、漫画『東京喰種』、アニメーション映画『ヱヴァンゲリヲン新劇場版:破』、テレビアニメ『ラブライブ!』や「ガンダムシリーズ」等を挙げている。
- ベースを始めたきっかけは、18歳のときにアメリカのロックバンド・レッド・ホット・チリ・ペッパーズの「Around The World」を聴いて、イントロの楽器の音に衝撃を覚えたから。Fear, and Loathing in Las Vegasに加入して初めてのライブとなった「SUMMER SONIC」では、同じ日にレッド・ホット・チリ・ペッパーズも出演しており、多くの意味で夢の舞台だったと振り返っている。
- 好きなベーシスト・トップ5は、フリー、ビリー・シーン、IKUO、Shyoudog、ジュニア・リベイロ・ブラギーニャである。

### 旧メンバー
Mashu - ベース
- 2013年9月21日脱退。
- 脱退後神戸にて3ピースバンド"RAINY BLUE MONDAY"を結成するも2016年に解散。その後4ピースバンド"Lif."でベースボーカルを担当。2018年10月、メンバーの脱退に伴いバンド名が"Solleo"に改名。2020年2月8日、4ピースバンド“UN LUCK WIN”でギターとして加入し、2バンド同時で活動中。その他にも神戸を中心に弾き語りライブなども行っている。
- 「Couldn't I Say The Last Goodbye To You?」の紹介文では「MA$HU」名義であった。
- 当時はメンバーの中で最年少であった。
- 弟が1人いる。

Sxun - ギター、ボーカル、コーラス
- 2018年6月30日脱退。
- 兵庫県加古川市出身。作曲及びMCを務めるなどバンドのリーダー的存在を担っていた。名前の読みは「しゅん」。So加入以前はメインボーカルも担当していた。
- 脱退する直前に出演した「METROCK」、「百万石音楽祭〜ミリオンロックフェスティバル〜」では、車椅子に乗ったまま演奏を披露。
- 両腕のタトゥーが特徴。
- SCHECTERのギターを使用。
- 一人っ子。
- 最初にバンドを始めるきっかけとなったのはSHACHIだとしている。そこから地元のライブ・ハウスで活動する中で、インディーズのバンドをよく耳にするようになり、周囲が薦めるものを好んで聴いてたという。
- 2019年1月1日、「Shun」名義で作曲家の"IceDyke"と映像ディレクターの"HiroyaBrian"と共にクリエイティヴ・チーム、"P.L.W.STUDIOS"を始動することを発表した。同年6月13日、「Sxun」名義でFABLED NUMBERのディレクションとして参加することを発表した。

- 2022年6月5日に「ガーシーチャンネル」にてゲスト出演し、その際にガーシーこと東谷義和の裏方スタッフ兼秘書になっている事が判明した。

Kei - ベース、コーラス、ボーカル
- 2013年9月21日加入。2019年1月12日、急性心不全により逝去。
- 生まれは徳島県だが、育ちは香川県。
- Tomonoriとは学生時代からの友人であり、加入前は元メンバー・Mashuのベースの講師を務めていた。Mashuの脱退後、活動休止を避けるためにTomonoriが事情を話し、リハーサルなどを重ねた上で正式に加入した。
- 特にスラップ奏法を得意としていた。
- Sxunの脱退以降はSxunパートのコーラスを担当するようになった。
- 「Accept Each Other's Sense of Values」では、アニメ声での歌唱を披露した。歌に関しては毎日自身が歌うパートを練習していたという。
- Dingwallのベースを使用。過去にKenSmithのベースを使用していた。
- 姉が1人いる。
- 漫画『封神演義』が好きであった。

## 来歴

### 結成からメジャーデビュー、『Dance ＆ Scream』 (2008年 - 2010年)
2008年夏、神戸市にて結成。
この年の1月までTomonori、Sxun、Mashu、Taikiで「Ending for a Start」というバンドを組んでおり、サポートでSoやSoの弟にボーカルをとってもらっていた（なおSo自身は「Bombreligion」という別のバンドでも活動していた）。この時Minamiは「Blank Time」という別のバンドで活動していたが、TomonoriはMinamiのバンドを見たときに「こいつとバンドやってみたい」と思っており、丁度Minamiのバンドが解散したということもあって声をかけ、「Fear, and Loathing in Las Vegas」としてSo以外のメンバー5人が揃う。
Soの正式加入前、自主製作盤『Scorching Epochal Sensation』を無料配布。
2009年、4月にボーカルとしてSoが正式加入し、ツインボーカルでの6人体制となる。Tomonori曰く、それぞれ個性が違った人間6人を集めて、一人一人の特徴を生かしあえるようなバンド、そういう風な音楽を作れればいいと思い集まった。この時、MinamiとSoは大学生、Mashuは高校生、Taikiは就職していた。
結成当初は、趣味の範囲でできるだけ自分らの音楽を良いものにしていきたいというイメージで活動していたが、1st E.P. を出すにあたりマネージャーと出会い、いろいろと話しを重ねる過程で、メンバー全員が音楽で生きていくということがだんだん明確なビジョンになっていったという。
11月、自主製作1st E.P.『Burn the Disco Floor with Your “2-step”!!』を1000枚限定で無料配布し、即完売。
2010年、2月、自主製作2nd E.P.『Evolution～Entering the New World～』を1000枚限定で無料配布し、即完売。
6月16日、自主製作ダブルA面シングル『Take Me Out!!／Twilight』を発売し完売。
この時期には、各地で様々な相手とライブを行うことにより短期間で頭角を現していき、独自のファンベースを築き上げていった。このような労を要するプロセスを短期間でスムーズにやってのけたのは、まず音楽性の第一印象が強烈で口コミなどで確実に広がっていくに足るものであり、それに加えてライブを精力的に繰り返すことで、早い時期から音楽性とライブとバンドの「外観」が上手く重ね合わさったことが背景にあると分析されている。
11月24日、1stアルバム『Dance & Scream』でデビュー。平均年齢19歳でメタル、エモ、スクリーモ、ダンス・ミュージックなど様々なジャンルの音楽を詰め込まれたものと評価されている。このアルバムはメジャーレーベルからリリースされ、CDショップチェーンのタワーレコード限定で販売された作品であったにもかかわらず、驚異的なロングセールスを記録した。翌年には、同アルバムの収録曲「Love at First Sight」がアーケードゲーム『jubeat copious』に起用されている。

### 『NEXTREME』『All That We Have Now』 (2011年 - 2013年)
2011年、4月より放送のテレビアニメ『逆境無頼カイジ 破戒録篇』のオープニングテーマを担当することが決定、自身初の楽曲タイアップとなる。
7月13日、ミニアルバム『NEXTREME』発売。オリコンチャート8位とバンド初のTOP10入りを果たした。このアルバムの収録曲である「Chase the Light!」が前述のテレビアニメ『逆境無頼カイジ 破戒録篇』のオープニングテーマに、「Jump Around」がテレビゲーム『ワールドサッカー ウイニングイレブン 2012』に起用される。同年9月から12月にかけてNEXTREME Release Tour(全国34公演)を行い、全国各地がソールドアウトとなった。
2012年、1月11日に初回生産限定シングル『Just Awake』発売。表題曲「Just Awake」は2011年から放送中の日本テレビ系アニメ『HUNTER×HUNTER』のエンディングテーマに起用され、のちに9月25日に稼動するアーケードゲーム『jubeat sauser』にも起用されている。また5月下旬には、アメリカにて『Just Awake / Accelaration』として海外限定盤が発売され、こちらには「Just Awake」の英語詞版が収録された他、アメリカのロック系WEBショップ「SMART PUNK」ではトップ・セラーを記録した。
8月8日に2ndフルアルバム『All That We Have Now』(オリコン初登場4位)を発売。このアルバムの発売に伴って収録曲の「Crossover」のミュージック・ビデオ発表。同じく収録曲の「Scream Hard as You Can」がスペースシャワーTVで、「Ley-Line」がMTVにてMV先行オンエア。秋からはAll That We Have Now Release Tour(全国34公演)を行い、ツアー終了後の12月に東名阪でAll That We Have Now Release Tour FINAL SERIESとして12月19日東京 STUDIO COAST 12月21日 名古屋 DIAMOND HALL 12月23日 大阪 なんばHatchにて追加公演が行われた。
2013年、3月に東名阪Zeppツアーを行い、5月には幕張メッセで行われたOzzfest Japanにも出演した。
6月26日、自身初となる映像作品『The Animals in Screen』を発売。

### Mashuの脱退とKeiの加入、初の単独公演「First One Man Show 2014」、『PHASE 2』 (2013年 - 2014年)
9月21日、ベーシストのMashuが脱退。本人より「音楽に対するモチベーションがなくなったのでバンドを辞めたい」との申し出があり、何度もバンド・メンバー、チーム全体で説得が試みられたものの、本人の意思も固く、現体制での活動継続は困難と判断され、本人の申し出を受け入れる結論に至った。
後任としてMashuのベースの講師であったKeiの加入が公式サイトにて発表され、9月23日になんばハッチで開催された「MADOllie2013」が新体制での初ライブとなった。
同年10月25日より、Kei加入後初となるツアー「2 Man Shows Tour 2013」を開催。このツアーについて、当時メンバーだったSxunは「信頼関係は結果的にこのツアーの大きなテーマの1つだったような気がします」「ツアー中にメンバー同士の一体感に対する意識はより高まったと思います」と語る。
2014年、1月15日に初回生産限定シングル『Rave-up Tonight』発売。1.9万枚を売り上げ1月27日付オリコン週間シングルランキングで3位に。表題曲「Rave-up Tonight」は、のちにアーケードゲーム『機動戦士ガンダム エクストリームバーサス マキシブースト』のオープニングテーマとして起用された。
3月23日、自身初となるワンマンライブ「First One Man Show 2014」を地元・神戸で開催。また舞台上にて、夏に自身3枚目となるフルアルバムを発売することと、それに伴うツアーの開催が告知された。
6月13日、韓国・ソウルで開催される音楽フェスティバル「ULTRA KOREA 2014」に出演、自身初となる海外の音楽フェスへの参加となる。
8月6日、3rdフルアルバム『PHASE 2』発売。収録曲「Virtue and Vice」がテレビアニメ『極黒のブリュンヒルデ』のオープニングテーマとして、「Thunderclap」がテレビアニメ『戦国BASARA Judge End』のオープニングテーマとして起用される。同年9月より全国を回るリリースツアーを開催した。
10月、新曲「Let Me Hear」がテレビアニメ『寄生獣 セイの格率』オープニングテーマとして起用される。

### 日本武道館単独公演と主催フェス「MEGA VEGAS」、『Feeling of Unity』 (2015年 - 2016年)
2015年、1月7日に初回生産限定シングル『Let Me Hear』発売。
4月18日、フランスのラジオ局 JAPANFM の“image character for 2015-2016”に抜擢。これによってフランス国内で1年間自身の楽曲・ミュージックビデオがパワー・プレイされることとなった。またこれに伴い、10月17日にパリでワンマン公演を行うことが決定。
4月25日より日本を除く全110ヶ国のiTunes Storeにてシングル・アルバムの配信を開始。また日本でも同年の10月28日より配信。
4月30日、ライブにて、秋に4枚目となるフルアルバムの発売が決定したこと、及びそれに伴うリリースツアーの開催が告知された。また、ツアーファイナルとして自身初となる日本武道館でのワンマン公演を行うことも決定した。
5月13日、シングル『Starburst』発売。
7月5日より、地元・神戸のFMステーションであるKiss FM KOBEにて自身初となるラジオレギュラー番組『MUSIC APPLE 4th season “Fear, and Loathing in Las Vegas EDITION”』が開始。毎週日曜日22:00～23:00の時間帯で、1年間にわたって放送された。
8月13日、新アルバムより収録曲「Cast Your Shell」のMVを公開。また8月16日、「Cast Your Shell」がセガのオンラインゲーム『CLOSERS』のテーマ曲に起用されることが決定した。
9月30日、4thフルアルバム『Feeling of Unity』発売。10月7日、『Feeling of Unity』がオリコン週間チャートで2位を獲得。アルバムでの週間チャートへのトップ3入りは初となった。同年Feeling of Unity Release Tourを行う。
2016年、1月7日には事前に告知されていた通り3度目(関東では初のワンマン)となるワンマンライブを日本武道館にて行う。チケットはSOLD OUT。舞台上では、メンバー監修によるアパレルブランド『FALILV by FaLiLV』の設立が発表された他、日本武道館ワンマン公演の映像化や4月からワンマンツアーの開催、8月に自身初となる主催フェスを開催することが告知された。
5月10日、『FALILV by FaLiLV』のオンラインストアがオープン。
8月19日、主催フェス「MEGA VEGAS」を開催、舞台上では10月より新たなツアーを行うことが告知された。
10月23日、来年の4月1日に2度目となる主催フェス「MEGA VEGAS」を地元・神戸ワールド記念ホールにて開催することを決定。

### Warner Music Japanへの移籍、『New Sunrise』 (2017年 - 2018年)
2017年、告知通り4月1日に神戸ワールド記念ホールにて二度目の「MEGA VEGAS」を開催、チケットは全てソールドアウトとなった。舞台上ではVAPからワーナーミュージック・ジャパンにレーベル移籍した事、及び6月14日にシングル『SHINE』をリリースする事を発表した。
5月22日には、『SHINE』のリリースを記念してリリース日である6月15日にスペシャルワンマンライブを実施することも決定。また表題曲「SHINE」はテレビ朝日系番組「お願い！ランキング お願い！超選挙」6月度エンディングテーマソングとして起用された。
6月15日、ライブにて10月25日に5枚目となるフルアルバムの発売及びそれに伴う47都道府県ツアーの開催を発表。7月11日、新アルバムより新曲「Return to Zero」、10月11日には「LLLD」のミュージックビデオを先行公開。
6月16日、日本テレビ系番組「バズリズム」に出演。バンドとしては初となる地上波歌番組の出演となった。
10月25日、5thフルアルバム『New Sunrise』発売。アルバム発売に伴い、11/3より47都道府県ツアーを開始。またツアーファイナルとして、2018年4月14日に幕張メッセ国際展示場にてワンマン公演を行うことも決定。
12月17日、新曲「Keep the Heat and Fire Yourself Up」が2018年1月より放送されるテレビアニメ『覇穹 封神演義』のオープニングテーマに決定。
2018年、3月21日、新曲「Treasure in Your Hands」がテレビアニメ『覇穹 封神演義』の第2クール目オープニングテーマに決定。
4月14日、事前告知通り47都道府県ツアーファイナルを幕張メッセ国際展示場9-11ホールで開催。特設サイトでの予告通り過去最長である24曲の演奏を行い、エンディングでは10月から各地を回るツアーの発表と｢Treasure in Your Hands｣のMVを初披露。｢Keep the Heat and Fire Yourself Up｣をライブで演奏したのこの日が初めてだった。
4月24日、25日にはZepp Osaka Baysideで行われたFall Out Boyのライブで前座を務めた。
5月2日、新曲2曲を含むニューシングル『Greedy』発売。

### Sxunの脱退、Keiの急逝と追悼公演「Thanks to You All」 (2018年 - 2019年)
6月に入ってからギタリストのSxunが体調不良により、16日の「SATANIC CARNIVAL ’18」、22日、24日、26日、27日、29日の「ROTTENGRAFFTY PLAY ALL AROUND JAPAN TOUR 2018」の計6公演を欠席。ライブはSxunを除く5人で行われた。
6月30日、一身上の都合によりギタリストのSxunが脱退。5月の時点でSxunから脱退希望の申し出を受けており、メンバー、スタッフ間で協議を重ねた上での結論であった。これに伴う後任メンバーは加入せず、5人体制で活動していくことが公式サイトにてアナウンスされた。
9月3日、5人体制初となる楽曲「The Gong of Knockout」がテレビアニメ『バキ』の第2クール目オープニングテーマとして起用。
9月10日、自身初となる西川貴教とのコラボレーション楽曲「Be Affected」がテレビアニメ『学園BASARA』のテーマソングに決定。
10月5日より、5人体制初となる全国ツアー「Move Ahead Tour 2018」が開始。12月12日に神戸太陽と虎で行われたツアーの裏ファイナル公演にて、「The Gong of Knockout」が初披露され、翌年3月27日にこの体制による初アルバムの発売及び全国ツアーを開催することを発表した。
2019年、1月13日に出演予定だったNO MATTER LIVE札幌公演を当日キャンセル。
1月16日、公式サイトにて、1月12日の深夜にベーシストのKeiが急性心不全のため、自宅にて死去したことを公表。それに伴い、3月27日に予定されていた新アルバムの発売、全国ツアー、並びに「MEGA VEGAS」の開催を一旦全て中止する旨と、バンド活動は今後も継続していく予定であることを発表した。映像作品『The Animals in Screen III』は予定通り発売され、DVD・Blu-ray共に、オリコン総合チャートでは初となるトップ10入りを果たした。
1月17日、1月26日の2日間、MTVにてKeiを追悼して特別番組『Fear, and Loathing in Las Vegas VideoSelects』が放送された。
3月19日、Keiの追悼ライブ「Thanks to You All」を6月7日に行うことを公式サイトにて発表した。会場はKei加入後の新体制としての初ライブが行われた「なんばHatch」が選ばれた。
6月7日、会場には献花台が設けられ、多くのファンが訪れた。ステージ上にはKeiの立ち位置に生前使用していたベースが飾られ、ライブでのベースパートはKeiのレコーディング音源が使用された。また、Keiがレコーディングに参加した最後の曲である「The Gong of Knockout」のフルバージョンの配信が翌日6月8日から開始された。

### Tetsuyaの加入と新型コロナウイルス流行下の活動、『HYPERTOUGHNESS』 (2019年 - 2021年)
6月29日、ベーシストのKeiの後任としてTetsuyaの加入と、東名阪の3ヶ所を巡るワンマンツアー「Carry on FaLiLV」の開催が公式サイトにて発表された。
9月14日、世界最大シェアを誇る老舗イヤモニメーカーUltimate Earsとタッグを組み日本人アーティストとして初となるシグネチャーモデルをリリースすることが決定。メンバーがライブで使用しているオリジナルデザインのイヤモニを完全受注生産で限定100台のみ販売。
9月20日、ライブにて6枚目となるフルアルバム『HYPERTOUGHNESS』を12月4日にリリースすることを発表。また、それに先駆け、収録曲「The Stronger, The Further You’ll Be」、11月30日から「Massive Core」のダウンロード販売・ミュージックビデオのストリーミング配信も開始。
2020年、Keiの一周忌となった1月12日に「The Gong of Knockout」のミュージック・ビデオを公開。
1月17日より「“HYPERTOUGHNESS” Release Tour 2020」開始。
2月14日、3月25日に発売のサンボマスターのトリビュートアルバム『サンボマスター究極トリビュート ラブ フロム ナカマ』に、「世界はそれを愛と呼ぶんだぜ」で参加することが発表。
2月26日、新型コロナウイルスの流行を踏まえ、2月28日「福岡BEAT STATION」、2月29日「大分T.O.P.S BittsHALL」、3月7日「BLUE LIVE広島」、3月14日「高松MONSTER」の4公演を延期することを決定。3月30日、「” HYPERTOUGHNESS” Release Tour 2020 FINAL SERIES」も開催を延期することが発表。
3月20日、4月2日より毎週木曜日21:30～22:00、兵庫県のラジオ局「Kiss FM KOBE」にてレギュラープログラム『RADIVEGAS(読みはラジベガス)』の放送が決定。So、Tomonori、Tetsuyaの3名がレギュラー出演する。彼らのレギュラー番組としては、2015年～2016年の「MUSIC APPLE」以来、4年ぶりの復活。
5月20日、9月21日と22日に神戸ワールド記念ホールにて開催を予定していた主催フェス「MEGAVEGAS 2020」を2021年へ延期することを発表。
10月13日、新曲「Shape of Trust」がスマートフォン向けゲーム『A.I.M.$ -All you need Is Money-』に登場するキャラクターである「Mr.ジャッジメント」のキャラクターソングに決定。
10月23日、「Shape of Trust」が12月16日からの配信となること、及びその翌日の12月17日に自身初となる無観客での配信ワンマン・ライヴ"FaLiLV On-line Live"を開催することが決定。
2021年、1月16日、2回目となる無観客配信ワンマン・ライヴ"FaLiLV On-line Live 2"を4月7日に開催することが決定。
3月10日、新曲「Evolve Forward in Hazard」が関西テレビドラマ『新・ミナミの帝王～銀次郎の愛した味を守れ！～』の主題歌に決定、3月24日より配信。また3月19日、『新・ミナミの帝王～銀次郎の愛した味を守れ！～』にメンバー全員で出演することが決定。
3月25日、新曲「One Shot, One Mind」が『カンテレ プロ野球中継2021』テーマソングに決定、4月21日より配信。
4月より、レギュラーラジオ番組『RADIVEGAS』の時間帯が毎月第1金曜日の夜7時から55分間に変更され、今後も番組が継続することが明らかになった。
4月7日、オンラインライブにて、7月7日に映像作品『The Animals in Screen Bootleg 1』、9月1日に映像作品『The Animals in Screen Bootleg 2』を発売すること、及び新型コロナウイルスの流行で中止となっていた「"HYPERTOUGHNESS" Release Tour 2020」を仕切り直し、「"HYPERTOUGHNESS" Release Tour 2020→2021」として全公演ワンマンライブに切り替え6月15日より開始することを発表。
6月15日、「"HYPERTOUGHNESS" Release Tour 2020→2021」ツアー開始。初日のKT Zepp Yokohamaでのライブにて、映像作品『The Animals in Screen Bootleg 1』の完全再現ライブを11月11日に、映像作品『The Animals in Screen Bootleg 2』の完全再現ライブを12月2日にそれぞれ観客を動員して開催することを発表。また6月16日より1stアルバム『Dance ＆ Scream』の各サブスクリプション・サービスでの配信も決定し、それを記念した有観客＋配信でのワンマン・ライブを10月20日に開催することも発表。

### 「FaLiLV Shuffle Tour 2022」、Victor Entertainmentへの移籍、『Cocoon for the Golden Future』 (2021年 - 2023年)
7月29日、メンバーのMinamiが新型コロナウイルスに感染したことを発表。これに伴い、8月1日に出演が予定されていた音楽フェス「OSAKA GIGANTIC MUSIC FESTIVAL 20>21」への出演を見送る。その後、7月31日にはTomonori、Tetsuya、Taikiの3名、8月3日にはSoの新型コロナウイルスへの感染が確認され、メンバー全員が感染する形となった。これに伴い、8月6日に放送を予定していた『RADIVEGAS』へのメンバー出演は見送られた。
8月27日、大事を取って9月3日に出演予定であったフェス「TREASURE05X」の出演を辞退した。なお、代打としてcrossfaithが同フェスに出演した。
9月3日、『RADIVEGAS』が最終回を迎え、約1年半に渡る放送に幕を下ろした。
11月11日、全公演のセットリストを変え、ツアーを通して自身の全楽曲を演奏するワンマン・ツアー「FaLiLV Shuffle Tour 2022」を翌年2月より開催することがライブで告知された。
12月4日、来年2月7日に開催予定のRAISE A SUILEN SPECIAL LIVE「Repaint」のゲストアクトとして出演することを発表。同時に「Keep the Heat and Fire Yourself Up」がRAISE A SUILENのカバー楽曲としてアプリゲーム「バンドリ! ガールズバンドパーティ!」に実装された。
12月22日、アプリゲーム「バンドリ！ ガールズバンドパーティ！」公式主催の生放送において、「アーティストタイアップ」企画の第2弾としてRAISE A SUILENに自身初となる楽曲提供を行うことが発表された。
2022年、2月7日に予告通りRAISE A SUILEN SPECIAL LIVE「Repaint」開催。ライブにて提供曲「Repaint」が初披露された他、新たに「Just Awake」がRAISE A SUILENのカバー楽曲として「バンドリ! ガールズバンドパーティ!」に実装された。2月14日、「Repaint」のアニメーションMVがYoutube上に公開された。また3月12日には同公演を記念してMusic Bar ROCKAHOLIC-Shinjuku-にてオフィシャル・パーティーが開催された。
2月18日、全国ツアー「FaLiLV Shuffle Tour 2022」後編の日程が発表。2月26日より「FaLiLV Shuffle Tour 2022」前半開始。初日のMCにて、2022年中の新アルバム発売とそのツアー開催、新型コロナウイルスの影響により延期していたMEGA VEGASの開催が告知された。
6月10日、RAISE A SUILENへの提供曲「Repaint」のセルフカバーバージョンがスマートフォン・ゲームアプリ「新日本プロレスSTRONG SPIRITS」のCMソング、及びテレビ朝日系プロレス中継番組『ワールドプロレスリング』その他新日本プロレス各大会会場のビジョンにて開場前CMとして起用されることを発表。同月22日より配信開始。
同日、新曲「Tear Down」がソニー・ピクチャーズ エンタテインメント配給映画『バイオレンスアクション』の挿入歌として起用されることを発表。
8月24日、「Tear Down」配信開始。同日にはミュージック・ビデオが公開された他、バンドのオフィシャルYouTubeチャンネルが始動したことも報告され、ミュージック・ビデオのみならず様々なコンテンツをアップロードしていく予定であることが明かされた。
8月30日、「FaLiLV Shuffle Tour 2022」後編開始。初日のZepp Hanedaにて、10月26日に自身7枚目のフルアルバム『Cocoon for the Golden Future』を発売すること、アルバム発売に伴う全国ツアーの開催を発表。9月30日、KT Zepp Yokohamaにて「FaLiLV Shuffle Tour 2022」最終公演開催。舞台上では、2017年以来およそ6年ぶりとなる主催音楽フェス「MEGA VEGAS」を神戸ワールド記念ホールにて、2023年3月11日、12日の2DAYSで開催することを発表。
10月1日、アルバム収録の新曲「Get Back the Hope」が各種ストリーミングサービスにて配信開始、ミュージック・ビデオも同時公開された。
10月26日、7thフルアルバム『Cocoon for the Golden Future』発売。初週で0.6万枚を売り上げ、オリコン週間アルバムチャートで13位を記録。また、この作品のリリースからレーベルをビクターエンタテインメント内のゲッティング・ベター・レコーズへ移籍した（なお所属事務所は引き続きワーナーミュージック・ジャパンとなっている）。
11月17日より、アルバム発売に伴う「“Cocoon for the Golden Future” Release Tour 2022-2023」開催。
12月、「Get Back the Hope」が東京系/TVQ九州放送「BARKUP TV」の12月度オープニングテーマとして起用。
2023年3月10日、事前の告知通り「“Cocoon for the Golden Future” Release Tour 2022-2023 FINAL ONE MAN SHOW」を神戸ワールド記念ホールにて開催。舞台上では、同公演を収録した映像作品『The Animals in Screen Ultra Bootleg "Cocoon for the Golden Future" Release Tour 2022-2023 Final ONE MAN SHOW at KOBE WORLD HALL』の発売、バンド結成15周年を記念した日本武道館公演の開催などが告知された。
3月11日、新曲「Dive in Your Faith」がサミー開発「ぱちんこ いくさの子」2ndメインテーマ曲に決定。同日より各種ストリーミングサービスにて配信され、ミュージック・ビデオも併せて公開された。

### 結成15周年 (2023年 - 2024年)
3月11日、12日の2日間、事前の告知通り6年ぶりとなる主催フェス「MEGA VEGAS 2023」開催。
3月29日、7thフルアルバム「Cocoon for the Golden Future」のインストゥルメンタルアルバム「Cocoon for the Golden Future (Instrumental ver.)」が各種ストリーミングサービスにて配信された。
9月22日、事前の告知通りバンド結成15周年を記念した日本武道館での単独公演「15TH ANNIVERSARY SHOW 2023 at NIPPON BUDOKAN」が開催された。舞台上では、15周年を記念して全国15か所を回る対バンツアー「Full Power FaLiLV Tour 2023-2024」の開催が告知された他、2024年3月9日及び10日に「MEGA VEGAS 2024」を開催することが発表された。
11月10日より「Full Power FaLiLV Tour 2023-2024」開催。初日の柏PALOOZAでは、2024年2月に「Full Power FaLiLV Tour 2023-2024 FINAL SERIES」を開催することが告知された。15周年企画として、セットリストをファン投票で決めることも併せて告知された。
2024年1月16日、Tomonoriが新型コロナウイルス陽性と診断されたことを受け、19日の広島CLUB QUATTROと21日の岡山CRAZY MAMA KINGDOMで予定していた公演を延期することを発表した。2月1日、当初の予定通り「Full Power FaLiLV Tour 2023-2024 FINAL SERIES」初演をZepp Osaka Baysideにて開催した。同年5月24日、5月26日に中止となった広島・岡山公演の振替公演が実施された。
2月15日、「Full Power FaLiLV Tour 2023-2024 FINAL SERIES」最終公演をZepp Hanedaで開催。舞台上ではサプライズゲストとして西川貴教が参加し、コラボレーション楽曲「Be Affected」を披露した他、15周年を記念した日本武道館単独公演を映像化した『The Animals in Screen Ⅳ-15TH ANNIVERSARY SHOW 2023 at NIPPON BUDOKAN-』の発売が告知された。また発売を記念して同じセットリストをライブハウスで演奏する「Replay of BUDOKAN」の開催が決定した。
6月25日、30日の2日間で「Replay of BUDOKAN」開催。25日の公演では、同年10月より全国16か所を回る「Boost Up Tour 2024」の開催が告知された。6月28日、新曲「Fist for the New Era」が『Yogibo presents 超RIZIN.3』のABEMAオリジナルテーマソングに決定、翌29日より配信された。
10月10日から「Boost Up Tour 2024」開始。

### POWER OF KOBE (2025年 - )
2025年1月、バンド初となる中国ツアー「FIRST ONEMAN SHOWS TOUR 2025 in CHINA」開催。
1月29日、「Song of Steelers」配信。楽曲は地元・神戸のラグビーチームであるコベルコ神戸スティーラーズのオフィシャル・チームソングとして使用される。
2月26日に発売された西川貴教の3rdアルバム『SINGularity Ⅲ -VOYAGE-』にコラボレーション楽曲「Energy Overflow」が収録。西川とのタッグは「Be Affected」（2018年）以来2度目となる。
7月11日より、2ndアルバム「All That We Have Now」にフォーカスしたツアー「The Focus「All That We Have Now」Vol.1」開催。
9月6日、9月7日の2日間、バンド主催の音楽フェス「POWER OF KOBE」が神戸ワールド記念ホールで開催予定。阪神・淡路大震災から30年という節目の年にあたり、地元・神戸市から依頼を受けての開催となる。

## ディスコグラフィ

### シングル

#### CDシングル（自主製作）
|     | リリース      | タイトル                 | 規格 | 規格品番     | 最高位 | 収録アルバム   |
| --- | ------------- | ------------------------ | ---- | ------------ | ------ | -------------- |
| 1st | 2010年6月16日 | Take Me Out!! / Twilight | CD   | LASVEGAS-002 | -      | Dance & Scream |

#### CDシングル（メジャー）
|                    |                   | リリース        | タイトル                  | 規格 | 規格品番   | 最高位  | 最高位 | 最高位 | 備考                                                  | 収録アルバム         |
| ------------------ | ----------------- | --------------- | ------------------------- | ---- | ---------- | ------- | ------ | ------ | ----------------------------------------------------- | -------------------- |
| オリコン           | Billboard Japan   | Billboard Japan | タイトル                  | 規格 | 規格品番   |         |        |        | 備考                                                  | 収録アルバム         |
| オリコン           | Top Singles Sales | リリース        | タイトル                  | 規格 | 規格品番   | Hot 100 |        |        | 備考                                                  | 収録アルバム         |
| VAP                |                   |                 |                           |      |            |         |        |        |                                                       |                      |
| 1st                | 日本盤            | 2012年1月11日   | Just Awake                | CD   | VPCC-82303 | 8       | 5      | 24     | - 登場回数:5週                                        | All That We Have Now |
| 1st                | 海外限定盤        | 2012年5月       | Just Awake / Acceleration | CD   | HISN-00061 | -       | -      | -      | - 登場回数:5週                                        | All That We Have Now |
| 2nd                | 2nd               | 2014年1月15日   | Rave-up Tonight           | CD   | VPCC-82316 | 3       | 3      | 7      | - 登場回数:8週                                        | PHASE 2              |
| 3rd                | 3rd               | 2015年1月7日    | Let Me Hear               | CD   | VPCC-82322 | 3       | 2      | 7      | - 登場回数:19週                                       | Feeling of Unity     |
| 4th                | 4th               | 2015年5月13日   | Starburst                 | CD   | VPCC-82330 | 6       | 3      | 13     | - 登場回数:13週                                       | Feeling of Unity     |
| 4th                | 4th               | 2015年5月13日   | Starburst                 | CD   | VPCC-82656 | 6       | 3      | 13     | - 登場回数:13週                                       | Feeling of Unity     |
| 4th                | 4th               | 2015年5月13日   | Starburst                 | DVD  | VPCC-82656 | 6       | 3      | 13     | - 登場回数:13週                                       | Feeling of Unity     |
| Warner Music Japan |                   |                 |                           |      |            |         |        |        |                                                       |                      |
| 5th                | 5th               | 2017年6月14日   | SHINE                     | CD   | WPCL-12672 | 7       | 8      | 36     | - 初週売上:9,924枚（ビルボード集計） - 登場回数:7週   | New Sunrise          |
| 6th                | 6th               | 2018年5月2日    | Greedy                    | CD   | WPCL-12870 | 10      | 10     | 32     | - 初週売上:10,475枚（ビルボード集計） - 登場回数:10週 | HYPERTOUGHNESS       |
| 6th                | 6th               | 2018年5月2日    | Greedy                    | CD   | WPZL-31440 | 10      | 10     | 32     | - 初週売上:10,475枚（ビルボード集計） - 登場回数:10週 | HYPERTOUGHNESS       |
| 6th                | 6th               | 2018年5月2日    | Greedy                    | DVD  | WPZL-31440 | 10      | 10     | 32     | - 初週売上:10,475枚（ビルボード集計） - 登場回数:10週 | HYPERTOUGHNESS       |
| 6th                | 6th               | 2018年5月2日    | Greedy                    | CD   | WPZL-31441 | 10      | 10     | 32     | - 初週売上:10,475枚（ビルボード集計） - 登場回数:10週 | HYPERTOUGHNESS       |
| 6th                | 6th               | 2018年5月2日    | Greedy                    | DVD  | WPZL-31441 | 10      | 10     | 32     | - 初週売上:10,475枚（ビルボード集計） - 登場回数:10週 | HYPERTOUGHNESS       |

#### 配信シングル
| リリース                                                                   | タイトル                                          | 最高位          | 収録アルバム                                            |
| -------------------------------------------------------------------------- | ------------------------------------------------- | --------------- | ------------------------------------------------------- |
| リリース                                                                   | タイトル                                          | Billboard Japan | 収録アルバム                                            |
| リリース                                                                   | タイトル                                          | Download Songs  | 収録アルバム                                            |
| Warner Music Japan                                                         |                                                   |                 |                                                         |
| 2017年10月2日                                                              | Return to Zero                                    | -               | New Sunrise                                             |
| 2017年10月2日                                                              | LLLD                                              | -               | New Sunrise                                             |
| 2018年1月12日                                                              | Keep the Heat and Fire Yourself Up (TV Size Edit) | -               | 未収録 (フルバージョンはどちらも HYPERTOUGHNESS に収録) |
| 2018年9月24日                                                              | The Gong of Knockout (TV Size ver.)               | -               | 未収録 (フルバージョンはどちらも HYPERTOUGHNESS に収録) |
| 2019年6月8日                                                               | The Gong of Knockout                              | 37              | HYPERTOUGHNESS                                          |
| 2019年9月20日                                                              | The Stronger, The Further You'll Be               | 41              | HYPERTOUGHNESS                                          |
| 2019年11月30日                                                             | Massive Core                                      | -               | HYPERTOUGHNESS                                          |
| Getting Better / Getting Better Records（JVCKENWOOD Victor Entertainment） |                                                   |                 |                                                         |
| 2020年12月16日                                                             | Shape of Trust                                    | 67              | Cocoon for the Golden Future                            |
| 2021年3月24日                                                              | Evolve Forward in Hazard                          | 93              | Cocoon for the Golden Future                            |
| 2021年4月21日                                                              | One Shot, One Mind                                | 77              | Cocoon for the Golden Future                            |
| 2022年6月22日                                                              | Repaint                                           | 72              | Cocoon for the Golden Future                            |
| 2022年8月24日                                                              | Tear Down                                         | -               | Cocoon for the Golden Future                            |
| 2022年10月1日                                                              | Get Back the Hope                                 | -               | Cocoon for the Golden Future                            |
| 2023年3月11日                                                              | Dive in Your Faith                                | -               | 未収録                                                  |
| 2024年6月29日                                                              | Fist for the New Era                              | -               | 未収録                                                  |
| 2025年1月29日                                                              | Song of Steelers                                  | -               | 未収録                                                  |

### アルバム

#### スタジオ・アルバム
|                                                                            | 発売日         | タイトル                     | 規格品番   | 最高位           | 最高位          | 最高位          | 最高位 | 最高位 | 備考 |
| -------------------------------------------------------------------------- | -------------- | ---------------------------- | ---------- | ---------------- | --------------- | --------------- | ------ | ------ | --- |
| オリコン                                                                   | オリコン       | タイトル                     | 規格品番   | Billboard Japan  | Billboard Japan | Billboard Japan |        |        | 備考 |
| オリコン                                                                   | オリコン       | タイトル                     | 規格品番   | Top Albums Sales | Hot Albums      | Download Albums |        |        | 備考 |
| 週間                                                                       | 合算           | タイトル                     | 規格品番   | Top Albums Sales | Hot Albums      | Download Albums |        |        | |
| VAP                                                                        |                |                              |            |                  |                 |                 |        |        | |
| 1st                                                                        | 2010年11月24日 | Dance & Scream               | VPCP-81685 | -                | -               | -               | -      | -      | - CDショップチェーンのタワーレコードで限定発売されており、オリコンなどでは未集計 - 長らく行われていなかったが、2021年6月16日より各サブスクリプション・サービスでの配信開始 - 推定累計売上:60000枚以上 - 全編英語詞 |
| 2nd                                                                        | 2012年8月8日   | All That We Have Now         | VPCC-81741 | 4                | -               | 4               | -      | -      | - バンド初の全国流通フルアルバム - 初週売上:23,525枚（オリコン集計） - 登場回数:61週 - 第5回CDショップ大賞ノミネート                                                                                               |
| 3rd                                                                        | 2014年8月6日   | PHASE 2                      | VPCC-81811 | 4                | -               | 4               | -      | -      | - 初週売上:21,978枚（オリコン集計） - 登場回数:51週 - 初回生産分は未発表曲「Never Say 'Never'」を始めとする様々な特典が封入された                                                                                  |
| 4th                                                                        | 2015年9月30日  | Feeling of Unity             | VPCC-81850 | 2                | -               | 2               | 4      | 21     | - 初週売上:21,573枚（オリコン集計） - 登場回数:18週 - バンド初となるチャートTOP3入り作品 |
| Warner Music Japan                                                         |                |                              |            |                  |                 |                 |        |        | |
| 5th                                                                        | 2017年10月25日 | New Sunrise                  | WPCL-12748 | 5                | -               | 5               | 5      | 5      | - ワーナー移籍後初のフルアルバム - 初週売上:16,599枚（オリコン集計）、17,025枚（ビルボード集計） - 登場回数:18週 - 全編英語詞                                                                                      |
| 6th                                                                        | 2019年12月4日  | HYPERTOUGHNESS               | WPCL-13030 | 10               | 14              | 9               | 13     | 8      | - 本来は2019年3月27日に発売予定であったがKeiの急逝により延期された - 初週売上:11,835枚（オリコン集計）、12,137枚（ビルボード集計） - 登場回数:10週 - 全編英語詞                                                    |
| Getting Better / Getting Better Records（JVCKENWOOD Victor Entertainment） |                |                              |            |                  |                 |                 |        |        | |
| 7th                                                                        | 2022年10月26日 | Cocoon for the Golden Future | VIZL-2114  | 13               | 13              | 8               | 10     | 11     | - ビクター移籍後初のフルアルバム - 初週売上：5,892枚（オリコン集計）、6,012枚（ビルボード集計） - 登場回数：4週 |
| 7th                                                                        | 2022年10月26日 | Cocoon for the Golden Future | VIZL-2115  | 13               | 13              | 8               | 10     | 11     | - ビクター移籍後初のフルアルバム - 初週売上：5,892枚（オリコン集計）、6,012枚（ビルボード集計） - 登場回数：4週 |
| 7th                                                                        | 2022年10月26日 | Cocoon for the Golden Future | VIZL-2116  | 13               | 13              | 8               | 10     | 11     | - ビクター移籍後初のフルアルバム - 初週売上：5,892枚（オリコン集計）、6,012枚（ビルボード集計） - 登場回数：4週 |
| 7th                                                                        | 2022年10月26日 | Cocoon for the Golden Future | VIZL-2117  | 13               | 13              | 8               | 10     | 11     | - ビクター移籍後初のフルアルバム - 初週売上：5,892枚（オリコン集計）、6,012枚（ビルボード集計） - 登場回数：4週 |
| 7th                                                                        | 2022年10月26日 | Cocoon for the Golden Future | VICL-65738 | 13               | 13              | 8               | 10     | 11     | - ビクター移籍後初のフルアルバム - 初週売上：5,892枚（オリコン集計）、6,012枚（ビルボード集計） - 登場回数：4週 |

#### ミニ・アルバム
|          | 発売日        | タイトル | 規格 | 規格品番   | 最高位           | 最高位          | 最高位 | 備考 |
| -------- | ------------- | -------- | ---- | ---------- | ---------------- | --------------- | ------ | --- |
| オリコン | 発売日        | タイトル | 規格 | 規格品番   | Billboard Japan  | Billboard Japan |        | 備考 |
| オリコン | 発売日        | タイトル | 規格 | 規格品番   | Top Albums Sales | Hot Albums      |        | 備考 |
| VAP      |               |          |      |            |                  |                 |        | |
| 1st      | 2011年7月13日 | NEXTREME | CD   | VPCC-81708 | 8                | 8               | -      | - バンド初の全国流通作品 - バンド初のチャートTOP10入り作品 - 初週売上:12,126枚（オリコン集計） - 登場回数:72週 - 第4回CDショップ大賞 - 部門賞・ニューブラッド賞受賞 |

#### 配信限定アルバム
|                                                                            | 発売日        | タイトル                                        | 規格 | 最高位          | 最高位 | 備考 |
| -------------------------------------------------------------------------- | ------------- | ----------------------------------------------- | ---- | --------------- | ------ | ---- |
| オリコン                                                                   | 発売日        | タイトル                                        | 規格 | Billboard Japan |        | 備考 |
| Getting Better / Getting Better Records（JVCKENWOOD Victor Entertainment） |               |                                                 |      |                 |        |      |
| 1st                                                                        | 2023年3月29日 | Cocoon for the Golden Future(Instrumental ver.) | 配信 | -               | 65     |      |

### その他の楽曲

#### コラボレーション楽曲
| リリース      | タイトル                             | コラボレーションアーティスト | 収録作品                          |
| ------------- | ------------------------------------ | ---------------------------- | --------------------------------- |
| 2018年10月5日 | Be Affected/Be Affected Instrumental | 西川貴教                     | 西川貴教 / SINGularity            |
| 2025年2月26日 | Energy Overflow                      | 西川貴教                     | 西川貴教 / SINGularity Ⅲ -VOYAGE- |

#### 楽曲提供
| リリース      | 提供曲  | 提供先         | 収録作品       |
| ------------- | ------- | -------------- | -------------- |
| 2022年4月27日 | Repaint | RAISE A SUILEN | CORUSCATE-DNA- |

#### その他チャート入りした楽曲
| リリース     | 楽曲                               | 最高位         | 初収録作品 |
| リリース     | 楽曲                               | Download Songs | 初収録作品 |
| ------------ | ---------------------------------- | -------------- | ---------- |
| 2018年5月2日 | Keep the Heat and Fire Yourself Up | 55             | Greedy     |

#### 未発表曲・未CD化曲・未音源化曲
- Why Couldn't I Say The Last Goodbye To You?
初期にライヴで演奏されていたが、「FIRST ONE MAN SHOWS TOUR 2016」でも久々に演奏された。
CD化はされていないものの、MVが製作されており、YouTubeの公式アカウントからも配信されている。
- Never Say “Never”
アルバム『PHASE 2』の初回特典でプレゼントされた、ミュージックカードからダウンロードできた楽曲。現在までCD化はされていない。
彼等が初企画し主催するイベント「MEGA VEGAS」で初披露された。
- Evolution (Retake)
アルバム『PHASE 2』の初回特典でプレゼントされた、ミュージックカードからダウンロードできた楽曲。現在までCD化はされていない。
「Evolution〜Entering the New World〜」のリメイク版で、イントロの変化や、Taikiパートの追加などの相違点がある。
- Just Awake(serph remix)
アルバム『PHASE 2』の初回特典でプレゼントされた、ミュージックカードからダウンロードできた楽曲。現在までCD化はされていない。
Serphによる、2ndアルバム『All That We Have Now』の収録曲である同曲のリミックス。
- Be Affected（セルフカバー）
西川貴教とのコラボレーション楽曲「Be Affected」のセルフカバー。西川のパートをSoが、SoのパートをTetsuyaが務める。
全国ツアー「"HYPERTOUGHNESS" Release Tour 2020→2021」にて初披露され、音源化はされていない。

### 映像作品
|                      | リリース      | タイトル                            | 規格 | 規格品番                | 最高位 （オリコン） |
| VAP                  | VAP           | VAP                                 | VAP  | VAP                     | VAP                 |
| -------------------- | ------------- | ----------------------------------- | ---- | ----------------------- | ------------------- |
| 1st                  | 2013年6月26日 | The Animals in Screen               | DVD  | VPBQ-19076              | 13位                |
| 1st                  | 2013年6月26日 | The Animals in Screen               | BD   | VPXQ-79001              | 16位                |
| 2nd                  | 2016年4月27日 | The Animals in Screen II            | DVD  | VPBQ-19096              | 12位                |
| 2nd                  | 2016年4月27日 | The Animals in Screen II            | BD   | VPXQ-79007              | 14位                |
| Warner Music Japan   |               |                                     |      |                         |                     |
| 3rd                  | 2019年1月16日 | The Animals in Screen III           | DVD  | WPBL-90493              | 7位                 |
| 3rd                  | 2019年1月16日 | The Animals in Screen III           | BD   | WPXL-90192              | 9位                 |
| 4th                  | 2021年7月7日  | The Animals in Screen Bootleg 1     | DVD  | WPBL-90572/90573        | 13位                |
| 4th                  | 2021年7月7日  | The Animals in Screen Bootleg 1     | BD   | WPXL-90247              | 20位                |
| 5th                  | 2021年9月1日  | The Animals in Screen Bootleg 2     | DVD  | WPBL-90574/90575        | 6位                 |
| 5th                  | 2021年9月1日  | The Animals in Screen Bootleg 2     | BD   | WPXL-90248              | 12位                |
| Victor Entertainment |               |                                     |      |                         |                     |
| 6th                  | 2023年6月28日 | The Animals in Screen Ultra Bootleg | DVD  | NBS-801                 | -                   |
| 6th                  | 2023年6月28日 | The Animals in Screen Ultra Bootleg | BD   | NXS-720                 | -                   |
| 7th                  | 2024年6月19日 | The Animals in Screen IV            | DVD  | VIZL‐2317（初回限定盤） | 10位                |
| 7th                  | 2024年6月19日 | The Animals in Screen IV            | DVD  | VIBL‐1139               | 10位                |
| 7th                  | 2024年6月19日 | The Animals in Screen IV            | BD   | VIZL‐2316（初回限定盤） | 15位                |
| 7th                  | 2024年6月19日 | The Animals in Screen IV            | BD   | VIXL‐455                | 15位                |

### 参加作品
| リリース       | タイトル                                                                              | 規格品番                     | 収録曲                                             |
| -------------- | ------------------------------------------------------------------------------------- | ---------------------------- | -------------------------------------------------- |
| 2011年7月20日  | 逆境無頼カイジ破戒録篇 オリジナル・サウンドトラック                                   | VPCG-84914                   | Chase the Light! ＜TV size＞                       |
| 2012年1月18日  | [ドラゴンゲート・オフィシャル・サウンドトラック] オープン・ザ・ミュージックゲート2012 | PCCR-90052                   | Evolution 〜Entering The New World〜 PAC remix/PAC |
| 2012年1月25日  | TVアニメ HUNTER×HUNTER オリジナル・サウンドトラック                                   | VPCG-84915                   | Just Awake [TVサイズ]                              |
| 2013年11月20日 | アニメソング･アルティメットボックスII -平成篇-                                        | VPCG-84953                   | Chase the Light!                                   |
| 2013年11月20日 | アニメソング･アルティメットボックスII -平成篇-                                        | VPCG-84953                   | Just Awake                                         |
| 2018年1月10日  | 週刊少年ジャンプ50th Anniversary BEST ANIME MIX vol.1                                 | ESCL-4955                    | Just Awake [TVサイズ]                              |
| 2019年3月6日   | SINGularity                                                                           | ESCL-5202(通常版)            | Be Affected                                        |
| 2019年3月6日   | SINGularity                                                                           | ESCL-5200(初回生産限定盤)    | Be Affected                                        |
| 2020年3月25日  | サンボマスター究極トリビュート ラブ フロム ナカマ                                     | VICL-65354(通常盤)           | 世界はそれを愛と呼ぶんだぜ                         |
| 2020年3月25日  | サンボマスター究極トリビュート ラブ フロム ナカマ                                     | VIZL-1753(完全生産限定盤)    | 世界はそれを愛と呼ぶんだぜ                         |
| 2025年2月26日  | SINGularity Ⅲ -VOYAGE-                                                                | ESCL-6066～7(初回生産限定盤) | Energy Overflow                                    |
| 2025年2月26日  | SINGularity Ⅲ -VOYAGE-                                                                | ESCL-6068～9(初回生産限定盤) | Energy Overflow                                    |
| 2025年2月26日  | SINGularity Ⅲ -VOYAGE-                                                                | ESCL-6070(通常版)            | Energy Overflow                                    |

### 被カバー
| リリース      | アーティスト     | 収録作品                                      | カバー曲                           |
| ------------- | ---------------- | --------------------------------------------- | ---------------------------------- |
| 2018年7月11日 | BLINDING SUNRISE | Let Me Hear                                   | Let Me Hear                        |
| 2022年4月27日 | RAISE A SUILEN   | CORUSCATE -DNA- 【A ver.】Blu-ray付生産限定盤 | Just Awake                         |
| 2022年4月27日 | RAISE A SUILEN   | CORUSCATE -DNA- 【B ver.】                    | Keep the Heat and Fire Yourself Up |

### ミュージックビデオ
|        | 曲名                                        | 監督                      | 収録作品                                       |
| ------ | ------------------------------------------- | ------------------------- | ---------------------------------------------- |
| 2010年 | Why Couldn't I Say The Last Goodbye To You? | 不明                      | 未収録                                         |
| 2010年 | Stray in Chaos                              | 鈴木ダイシン              | The Animals in Screen                          |
| 2010年 | Love at First Sight                         | 鈴木ダイシン              | The Animals in Screen                          |
| 2011年 | Chase the Light!                            | 鈴木ダイシン              | The Animals in Screen                          |
| 2011年 | Jump Around                                 | 鈴木ダイシン              | The Animals in Screen                          |
| 2011年 | Shake Your Body                             | 鈴木ダイシン              | The Animals in Screen                          |
| 2012年 | Just Awake                                  | 森山洋                    | The Animals in Screen                          |
| 2012年 | Crossover                                   | 鈴木ダイシン              | The Animals in Screen                          |
| 2012年 | Scream Hard as You Can                      | 鈴木ダイシン              | The Animals in Screen                          |
| 2012年 | Ley-Line                                    | 鈴木ダイシン              | The Animals in Screen                          |
| 2013年 | Step of Terror                              | 不明                      | The Animals in Screen                          |
| 2014年 | Rave-up Tonight                             | 鈴木ダイシン              | The Animals in Screen Ⅱ                        |
| 2014年 | Virtue and Vice                             | 鈴木ダイシン              | The Animals in Screen Ⅱ                        |
| 2014年 | Thunderclap                                 | 鈴木ダイシン              | The Animals in Screen Ⅱ                        |
| 2014年 | Swing It!!                                  | 鈴木ダイシン              | The Animals in Screen Ⅱ                        |
| 2015年 | Let Me Hear                                 | 鈴木ダイシン / 小嶋貴之   | The Animals in Screen Ⅱ                        |
| 2015年 | Starburst                                   | 鈴木ダイシン              | The Animals in Screen Ⅱ                        |
| 2015年 | Cast Your Shell                             | 鈴木ダイシン              | The Animals in Screen Ⅱ                        |
| 2015年 | Party Boys                                  | 不明                      | The Animals in Screen Ⅱ                        |
| 2017年 | SHINE                                       | 鈴木ダイシン              | The Animals in Screen Ⅲ                        |
| 2017年 | Return to Zero                              | 不明                      | The Animals in Screen Ⅲ                        |
| 2017年 | LLLD                                        | KOH YAMADA / HIROYA BRIAN | The Animals in Screen Ⅲ                        |
| 2017年 | The Sun Also Rises                          | 鈴木ダイシン              | The Animals in Screen Ⅲ                        |
| 2018年 | Keep the Heat and Fire Yourself Up          | INNI VISION               | The Animals in Screen Ⅲ                        |
| 2018年 | Treasure in Your Hands                      | INNI VISION               | The Animals in Screen Ⅲ                        |
| 2019年 | The Stronger, The Further You'll Be         | INNI VISION               | The Animals in Screen Bootleg 1                |
| 2019年 | Massive Core                                | INNI VISION               | The Animals in Screen Bootleg 1                |
| 2020年 | The Gong of Knockout                        | 不明                      | The Animals in Screen Bootleg 1                |
| 2022年 | Tear Down                                   | INNI VISION               | Cocoon for the Golden Future（完全生産限定盤） |
| 2022年 | Get Back the Hope                           | INNI VISION               | Cocoon for the Golden Future（完全生産限定盤） |
| 2022年 | Ain't That So Awesome                       | INNI VISION               | Cocoon for the Golden Future（完全生産限定盤） |
| 2023年 | Dive in Your Faith                          | INNI VISION               | The Animals in Screen Ultra Bootleg            |
| 2024年 | Fist for the New Era                        | INNI VISION               | 未収録                                         |

### バンドスコア
いずれもドレミ楽譜出版社より発売。収録作品に含まれる全曲の演奏ポイントを解説したロングインタビューやライブフォト、メンバーの使用機材紹介などを含む内容となっている。
|     | 発売日                 | 作品                 | 書籍番号               |
| --- | ---------------------- | -------------------- | ---------------------- |
| 1st | 2012年9月13日初版発行  | NEXTREME             | ISBN 978-4-285-13442-1 |
| 2nd | 2013年3月21日初版発行  | Dance ＆ Scream      | ISBN 978-4-285-13602-9 |
| 3rd | 2013年10月26日初版発行 | All That We Have Now | ISBN 978-4-285-13817-7 |
| 4th | 2015年3月28日初版発行  | PHASE 2              | ISBN 978-4-285-14207-5 |

## タイアップ・メディアでの使用
| 年   | 曲名                                      | タイアップ |
| ---- | ----------------------------------------- | --- |
| 2010 | Evolution ～ Entering The New World ～    | DRAGON GATE 所属プロレスラー・PAC 入場曲                                                                               |
| 2010 | Love at First Sight                       | スペースシャワーTV『POWER PUSH!』2010年12月度選出曲                                                                    |
| 2011 | Chase the Light!                          | 日本テレビ系テレビアニメ『逆境無頼カイジ 破戒録篇』オープニングテーマ                                                  |
| 2011 | Take Me Out!!                             | 日本テレビ系バラエティ番組『ぐるぐるナインティナイン』内企画「ゴチになります!12」挿入曲                                |
| 2012 | Just Awake                                | 日本テレビ系テレビアニメ『HUNTER×HUNTER』第1・2クール目エンディングテーマ                                              |
| 2012 | Just Awake                                | アーケードゲーム『jubeat saucer』収録曲                                                                                |
| 2012 | Jump Around                               | テレビゲーム『ワールドサッカー ウイニングイレブン 2012』テーマソング                                                   |
| 2012 | Shake Your Body                           | 日本テレビ系バラエティ番組『ぐるぐるナインティナイン』内企画「ゴチになります!13」挿入曲                                |
| 2012 | Shake Your Body                           | テレビ朝日系バラエティ番組『くりぃむクイズ ミラクル9』テーマ曲（2012年～）                                             |
| 2012 | Love at First Sight                       | アーケードゲーム『jubeat copious』収録曲                                                                               |
| 2012 | Chase the Light!                          | アーケードゲーム『REFLEC BEAT limelight』収録曲                                                                        |
| 2013 | Burn the Disco Floor with Your "2-step"!! | 日本テレビ系バラエティ番組『ぐるぐるナインティナイン』内企画「ゴチになります!14」挿入曲                                |
| 2013 | Chase the Light!                          | パチスロ機『回胴黙示録カイジ3』収録曲                                                                                  |
| 2014 | Rave-up Tonight                           | アーケードゲーム『機動戦士ガンダム エクストリームバーサス マキシブースト』オープニング楽曲                             |
| 2014 | Virtue and Vice                           | 読売テレビ系テレビアニメ『極黒のブリュンヒルデ』オープニングテーマ                                                     |
| 2014 | Thunderclap                               | 日本テレビ系テレビアニメ『戦国BASARA Judge End』オープニングテーマ                                                     |
| 2014 | Let Me Hear                               | 日本テレビ系テレビアニメ『寄生獣 セイの格率』オープニングテーマ                                                        |
| 2015 | Take Me Out!!                             | 日本テレビ系バラエティ番組『ぐるぐるナインティナイン』内企画「ゴチになります!16」挿入曲                                |
| 2015 | Rave-up Tonight                           | 日本テレビ系バラエティ番組『ぐるぐるナインティナイン』エンディングテーマ                                               |
| 2015 | Let Me Hear                               | テレビ東京系特別番組『ウソかホントかわからない やりすぎ都市伝説スペシャル2015夏』オープニングテーマ                    |
| 2015 | Cast Your Shell                           | オンラインゲーム『CLOSERS』テーマソング                                                                                |
| 2016 | Take Me Out!!                             | 日本テレビ系バラエティ番組『ぐるぐるナインティナイン』内企画「ゴチになります!17」挿入曲                                |
| 2017 | SHINE                                     | テレビ朝日系バラエティ番組『お願い！ランキング お願い！超選挙』6月度エンディングテーマ                                 |
| 2017 | SHINE                                     | テレビ東京系特別番組『ウソかホントかわからない やりすぎ都市伝説スペシャル2017冬』関暁夫パート挿入歌                    |
| 2017 | SHINE                                     | TBS系スポーツバラエティ番組『炎の体育会TV』CMソング                                                                    |
| 2017 | Just Awake                                | フジテレビ系クイズバラエティ番組『潜在能力テスト』オープニングテーマ（2017年～）                                       |
| 2017 | Take Me Out!!                             | 日本テレビ系バラエティ番組『ぐるぐるナインティナイン』内企画「ゴチになります!18」挿入曲                                |
| 2018 | Keep the Heat and Fire Yourself Up        | テレビアニメ『覇穹 封神演義』第1クール目オープニングテーマ                                                             |
| 2018 | Keep the Heat and Fire Yourself Up        | 友達対戦RPGスマホゲーム『ドラゴンエッグ』×テレビアニメ『覇穹 封神演義』コラボイベントクエストBGM及びCMソング           |
| 2018 | Keep the Heat and Fire Yourself Up        | 日本テレビ系バラエティ番組『ぐるぐるナインティナイン』CMソング（2018年～）                                             |
| 2018 | Treasure in Your Hands                    | テレビアニメ『覇穹 封神演義』第2クール目オープニングテーマ                                                             |
| 2018 | Be Affected                               | TBS系テレビアニメ『学園BASARA』テーマソング及びエンディングテーマ                                                      |
| 2018 | Be Affected                               | テレビ東京系特別番組『ウソかホントかわからない やりすぎ都市伝説スペシャル2018秋』オープニングテーマ                    |
| 2018 | The Gong of Knockout                      | テレビアニメ『バキ』第1期第2クール目オープニングテーマ                                                                 |
| 2018 | Take Me Out!!                             | 日本テレビ系バラエティ番組『ぐるぐるナインティナイン』内企画「ゴチになります!19」挿入曲                                |
| 2019 | The Gong of Knockout                      | テレビ東京系特別番組『ウソかホントかわからない やりすぎ都市伝説スペシャル2019春』オープニングテーマ                    |
| 2019 | The Gong of Knockout                      | アーケードゲーム『maimai でらっくす』収録曲                                                                            |
| 2020 | CURE                                      | テレビ東京系特別番組『ウソかホントかわからない やりすぎ都市伝説スペシャル2020春』オープニングテーマ                    |
| 2020 | 世界はそれを愛と呼ぶんだぜ                | テレビ朝日系バラエティ番組『爆笑問題vs霜降り明星 第7世代と真剣勝負!オール新撮!ネタジェネバトル2020』エンディングテーマ |
| 2020 | The Stronger, The Further You'll Be       | テレビ東京系特別番組『ウソかホントかわからない やりすぎ都市伝説 2020秋スペシャル』オープニングテーマ                   |
| 2020 | Chase the Light!                          | パチスロ機『回胴黙示録カイジ ~沼~』収録曲                                                                              |
| 2020 | Shape of Trust                            | NHN PlayArt スマートフォン向けゲーム『A.I.M.$ -All you need Is Money-』キャラクターソング(Mr.ジャッジメント)           |
| 2021 | The Stronger, The Further You'll Be       | 日本テレビ系特別番組『プロ野球No.1決定戦!バトルスタジアム2021』CMソング                                                |
| 2021 | Return to Zero                            | TBS系バラエティ番組『ジョブチューン アノ職業のヒミツぶっちゃけます!』CMソング                                          |
| 2021 | Evolve Forward in Hazard                  | 関西テレビ系テレビドラマ『新・ミナミの帝王～銀次郎の愛した味を守れ！～』主題歌                                         |
| 2021 | One Shot, One Mind                        | 関西テレビ系プロ野球中継番組『カンテレ プロ野球中継2021』テーマソング                                                  |
| 2021 | Just Awake                                | 日本テレビ系プロ野球中継番組『DRAMATIC BASEBALL 2021 阪神 vs DeNA』CMソング                                            |
| 2021 | Shape of Trust                            | テレビ東京系特別番組『ウソかホントかわからない やりすぎ都市伝説 2021冬スペシャル』オープニングテーマ                   |
| 2022 | Repaint                                   | アプリゲーム「バンドリ! ガールズバンドパーティ!」アーティストタイアップ企画第2弾コラボ曲                               |
| 2022 | Repaint                                   | スマートフォンゲームアプリ『新日本プロレスSTRONG SPIRITS』CMソング                                                     |
| 2022 | Repaint                                   | テレビ朝日系プロレス中継番組『ワールドプロレスリング』他新日本プロレス各大会会場ヴィジョン開場前CMソング               |
| 2022 | Repaint                                   | 日本テレビ系特別番組『鳥人間コンテスト2022』挿入曲                                                                     |
| 2022 | Acceleration                              | フジテレビ系バラエティ番組『VS魂グラデーション』挿入曲                                                                 |
| 2022 | Take Me Out!!                             | フジテレビ系バラエティ番組『VS魂グラデーション』挿入曲                                                                 |
| 2022 | Tear Down                                 | ソニー・ピクチャーズ エンタテインメント配給映画『バイオレンスアクション』挿入歌                                        |
| 2022 | Evolve Forward in Hazard                  | 「映画『バイオレンスアクション』Cheering Playlist」 収録曲                                                             |
| 2022 | Massive Core                              | 「映画『バイオレンスアクション』Cheering Playlist」 収録曲                                                             |
| 2022 | Are You Ready to Blast Off?               | テレビ朝日系スポーツ中継番組『世界バドミントン東京2022 準決勝・決勝』オープニングテーマ                                |
| 2022 | Just Awake                                | アーケードゲーム『太鼓の達人 ニジイロVer.』収録曲                                                                      |
| 2022 | Party Boys                                | MBSテレビ系特別番組『マツコ×モモコのすっっっごい大阪 仲良し２人のおまかせ旅』オープニングテーマ                        |
| 2022 | Get Back the Hope                         | MBSテレビ系特別番組『紅白歌ネタグランプリ2022』挿入曲                                                                  |
| 2022 | Get Back the Hope                         | TVQ九州放送系情報番組『BARKUP TV』12月度オープニングテーマ                                                             |
| 2022 | Luck Will Be There                        | MBSテレビ系特別番組『紅白歌ネタグランプリ2022』挿入曲                                                                  |
| 2022 | Keep the Heat and Fire Yourself Up        | テレビ朝日系プロレス中継番組『ワールドプロレスリング』オープニングテーマ（12月度）                                     |
| 2022 | Rave-up Tonight                           | MBSテレビ系バラエティ番組『カーネクスト presents オールザッツ漫才2022』オープニングテーマ                              |
| 2023 | Dive in Your Faith                        | パチスロ機『ぱちんこ いくさの子』2ndメインテーマ                                                                       |
| 2023 | Get Back the Hope                         | 日本テレビ系バラエティ番組『ぐるぐるナインティナイン』CMソング（2023年～）                                             |
| 2023 | Keep the Heat and Fire Yourself Up        | パチスロ機『P覇穹 封神演義』収録曲                                                                                     |
| 2024 | Fist for the New Era                      | 『Yogibo presents 超RIZIN.3』ABEMAオリジナルテーマソング                                                               |
| 2024 | Song of Steelers                          | コベルコ神戸スティーラーズ オフィシャル・チームソング（NTTジャパンラグビーリーグワン 2024-25シーズン）                 |
| 2024 | Get Back the Hope                         | パチスロ機『回胴黙示録カイジ 狂宴』PVソング                                                                            |
| 2025 | Chase the Light!                          | パチスロ機『回胴黙示録カイジ 狂宴』PVソング                                                                            |

## 主な出演

### ラジオ（レギュラー出演）
- 『MUSIC APPLE』(2015年～2016年)
- 『RADIVEGAS』(2020年～)

### テレビCM
- NHN PlayArt 『A.I.M.$ -All you need Is Money-』[204]（2020年）

### テレビドラマ
- 『新・ミナミの帝王～銀次郎の愛した味を守れ！～』(2021年)

## 受賞とノミネート
| 年   | 賞                                                       | ノミネート対象                  | 結果       |
| ---- | -------------------------------------------------------- | ------------------------------- | ---------- |
| 2012 | 第4回CDショップ大賞 - 部門賞・ニューブラッド賞           | NEXTREME                        | 受賞       |
| 2013 | SPACE SHOWER MUSIC VIDEO AWARDS - MVA BEST VIDEO         | Ley-Line                        | ノミネート |
| 2013 | 第5回CDショップ大賞                                      | All That We Have Now            | ノミネート |
| 2014 | SPACE SHOWER MUSIC VIDEO AWARDS - MVA BEST VIDEO         | Rave-up Tonight                 | ノミネート |
| 2016 | SPACE SHOWER MUSIC AWARDS - BEST PUNK / LOUD ROCK ARTIST | Fear, and Loathing in Las Vegas | ノミネート |

## 主なライブ

### 対バンツアー
| 公演日                                         | 公演場所                               | ゲスト/出演者                                                          |
| 2010年                                         | 2010年                                 | 2010年                                                                 |
| Dance & Scream Pre-release TOUR                | Dance & Scream Pre-release TOUR        | Dance & Scream Pre-release TOUR                                        |
| ---------------------------------------------- | -------------------------------------- | ---------------------------------------------------------------------- |
| 10月20日(水)                                   | 心斎橋 club DROP                       | HER NAME IN BLOOD / NEW BREED / my-Butterfly / Moonlights and the city |
| Dance & Scream Tour                            |                                        |                                                                        |
| 12月09日(木)                                   | 新宿 ACB HALL                          | ASTRALLMESS / TRIBAL CHAIR / SiM / SECRET 7 LINE                       |
| 12月17日(金)                                   | 名古屋 栄R.A.D                         | HER NAME IN BLOOD / AVNEL / KNOCK OUT MONKEY / NEW BREED / GARI        |
| 12月19日(日)                                   | 神戸 KINGS CROSS                       | FIVE NEW OLD / Oh God, This is Plague of War / PALM                    |
| 2011年                                         |                                        |                                                                        |
| Dance & Scream Release Tour FINAL              |                                        |                                                                        |
| 02月27日(日)                                   | 神戸 KINGS CROSS                       | TOTALFAT / SECRET 7 LINE                                               |
| NEXTREME Release Tour                          |                                        |                                                                        |
| 09月23日(金)                                   | 神戸 KINGS CROSS                       | KNOCK OUT MONKEY / LOST                                                |
| 09月24日(土)                                   | 松山 SALONKITTY                        | KNOCK OUT MONKEY / SiM / But by Fall                                   |
| 09月25日(日)                                   | 大分 T.O.P.S Bitts HALL                | KNOCK OUT MONKEY / SiM / But by Fall                                   |
| 09月30日(金)                                   | 岡山 CRAZY MAMA 2nd Room               | SECRET 7 LINE / Pay money To my Pain                                   |
| 10月01日(土)                                   | 広島 NAMIKI JUNCTION                   | SECRET 7 LINE / Pay money To my Pain / ROTTENGRAFFTY                   |
| 10月02日(日)                                   | 島根 APOLLO                            | Pay money To my Pain / MEANING                                         |
| 10月06日(木)                                   | 長崎 Studio DO!                        | Pay money To my Pain / S.M.N.                                          |
| 10月07日(金)                                   | 小倉 LIVE SPOT WOW!                    | Pay money To my Pain                                                   |
| 10月08日(土)                                   | 心斎橋 CLUB DROP                       | GARI / Each Of The Days                                                |
| 10月14日(金)                                   | 京都 MUSE                              | SECRET 7 LINE / UZUMAKI / MEANING                                      |
| 10月15日(土)                                   | 滋賀 U-STONE                           | SECRET 7 LINE / UZUMAKI / MEANING                                      |
| 10月16日(日)                                   | 福井 CHOP                              | SECRET 7 LINE / UZUMAKI / MEANING                                      |
| 10月21日(金)                                   | 和歌山 OLD TIME                        | SECRET 7 LINE / Pay money To my Pain / UZUMAKI                         |
| 10月22日(土)                                   | 奈良 NEVER LAND                        | SECRET 7 LINE / UZUMAKI                                                |
| 10月23日(日)                                   | 松坂 M'AXA                             | SECRET 7 LINE / Pay money To my Pain / UZUMAKI                         |
| 10月27日(木)                                   | 新宿 Loft                              | 0.8秒と衝撃。 / PALM / a flood of circle                               |
| 10月28日(金)                                   | 新潟 CLUB RIVERST                      | TOTALFAT / TRIBAL CHAIR                                                |
| 10月29日(土)                                   | 富山 SOUL POWER                        | TOTALFAT / TRIBAL CHAIR / SECRET 7 LINE                                |
| 10月30日(日)                                   | 金沢 vanvan V4                         | SECRET 7 LINE / GARI                                                   |
| 11月03日(木)                                   | 名古屋 DIAMOND HALL                    | Northern19 / EGG BRAIN                                                 |
| 11月04日(金)                                   | 甲府 NAO Studio KAZOO HALL             | Northern19 / SECRET 7 LINE / ROTTENGRAFFTY                             |
| 11月05日(土)                                   | 静岡 Sunash                            | SECRET 7 LINE / ROTTENGRAFFTY / Sanple in the mission                  |
| 11月10日(木)                                   | 新宿 ACB hall                          | HER NAME IN BLOOD / AVNEL                                              |
| 11月11日(金)                                   | 八王子 Match Vox                       | coldrain/HER NAME IN BLOOD                                             |
| 11月12日(土)                                   | 柏 PALOOZA                             | coldrain / G-YUN / COMEBACK HERO'S / PSYCHO FOOD EATERS                |
| 11月13日(日)                                   | 横浜 F.A.D                             | coldrain / HER NAME IN BLOOD                                           |
| 11月18日(金)                                   | 郡山 CLUB #9                           | SECRET 7 LINE / HER NAME IN BLOOD                                      |
| 11月19日(土)                                   | 水戸 LIGHT HOUSE                       | SECRET 7 LINE / HER NAME IN BLOOD / EGG BRAIN                          |
| 11月20日(日)                                   | 仙台 HooK                              | SECRET 7 LINE / HER NAME IN BLOOD / EGG BRAIN                          |
| 11月25日(金)                                   | 札幌 KRAPS HALL                        | Each Of The Days / UZUMAKI                                             |
| 11月26日(土)                                   | 函館 Bay city's Street                 | Each Of The Days / UZUMAKI                                             |
| 11月27日(日)                                   | 旭川 CASINO DRIVE                      | Each Of The Days / UZUMAKI                                             |
| 12月02日(日)                                   | 栃木 HEAVEN'S ROCK 宇都宮VJ-2          | ROTTENGRAFFTY / Crossfaith / THE冠                                     |
| 12月03日(土)                                   | 前橋 DYVER                             | THE冠 / G-FREAK FACTORY / MINOR LEAGUE                                 |
| 12月04日(日)                                   | 埼玉 HEAVEN'S ROCK 熊谷VJ-1            | ROTTENGRAFFTY / THE冠                                                  |
| NEXTREME Release Tour FINAL SERIES             |                                        |                                                                        |
| 12月08日(木)                                   | 大阪 BIG CAT                           | Northern19 / Pay money To my Pain                                      |
| 12月10日(土)                                   | 名古屋 Electric Lady Land              | Northern19 / EGG BRAIN                                                 |
| 12月11日(日)                                   | 代官山 UNIT                            | Northern19/ MAN WITH A MISSION                                         |
| 12月18日(日)                                   | 神戸VARIT.                             | FIVE NEW OLD                                                           |
| 2012年                                         |                                        |                                                                        |
| Short Tour 2012                                |                                        |                                                                        |
| 05月19日(土)                                   | 大阪 BIG CAT                           | Nothing's Carved In Stone                                              |
| 05月26日(土)                                   | 名古屋 BOTTOM LINE                     | avengers in sci-fi                                                     |
| 06月03日(日)                                   | 東京 Shibuya O-EAST                    | HER NAME IN BLOOD                                                      |
| All That We Have Now Release Tour              |                                        |                                                                        |
| 09月13日(木)                                   | 神戸 VARIT.                            | アルカラ / PALM                                                        |
| 09月14日(金)                                   | 広島 NAMIKI JUNCTION                   | EGG BRAIN / PALM                                                       |
| 09月16日(日)                                   | 岡山 CRAZY MAMA 2nd ROOM               | EGG BRAIN / PALM                                                       |
| 09月20日(木)                                   | 栃木 HEAVEN'S ROCK 宇都宮VJ-2          | nuxx / HER NAME IN BLOOD                                               |
| 09月22日(土)                                   | 埼玉 HEAVEN'S ROCK 熊谷VJ-1            | nuxx / bilo'u                                                          |
| 09月23日(日)                                   | 柏 PALOOZA                             | nuxx / bilo'u                                                          |
| 09月29日(土)                                   | 沖縄 桜坂CENTRAL                       | UZUMAKI / 2side1BRAIN                                                  |
| 10月05日(金)                                   | 札幌 PENNYLANE24                       | Mop of Head / GARI                                                     |
| 10月11日(木)                                   | 新宿 ACB HALL                          | FAT PROP / MEANING                                                     |
| 10月13日(土)                                   | 横浜 club Lizard                       | FAT PROP / MEANING                                                     |
| 10月14日(日)                                   | 浜松 窓枠                              | FAT PROP / MEANING                                                     |
| 10月18日(木)                                   | 高松 DIME                              | ROTTENGRAFFTY / SECRET 7 LINE                                          |
| 10月20日(土)                                   | 徳島 club GRINDHOUSE                   | ROTTENGRAFFTY / SECRET 7 LINE                                          |
| 10月21日(日)                                   | 松山 SALONKITTY                        | ROTTENGRAFFTY / SECRET 7 LINE                                          |
| 10月27日(土)                                   | 秋田 LIVE SPOT 2000                    | UZUMAKI / HOTSQUALL                                                    |
| 10月28日(日)                                   | 盛岡 club change WAVE                  | UZUMAKI / HOTSQUALL                                                    |
| 11月01日(木)                                   | 大阪 CLUB DROP                         | KNOCK OUT MONKEY / MOP of HEAD                                         |
| 11月02日(金)                                   | 奈良 NEVERLAND                         | KNOCK OUT MONKEY / MOP of HEAD                                         |
| 11月08日(木)                                   | 福岡 CB                                | HER NAME IN BLOOD/ FOUR GET ME A NOTS                                  |
| 11月09日(金)                                   | 山口 RIZE                              | HER NAME IN BLOOD/ FOUR GET ME A NOTS                                  |
| 11月11日(日)                                   | 島根 APOLLO                            | HER NAME IN BLOOD/ FOUR GET ME A NOTS                                  |
| 11月14日(水)                                   | 名古屋 APOLLO THEATER                  | Each Of The Days / sfpr                                                |
| 11月15日(木)                                   | 京都 MUSE                              | Each Of The Days / sfpr                                                |
| 11月17日(土)                                   | 岐阜 BRAVO                             | Each Of The Days / GARI                                                |
| 11月18日(日)                                   | 滋賀 U-STONE                           | Each Of The Days / GARI                                                |
| 11月21日(水)                                   | 仙台 MACANA                            | MONICA URANGLASS / EGNISH                                              |
| 11月24日(土)                                   | 水戸 LIGHTHOUSE                        | MONICA URANGLASS / ROTTENGRAFFTY                                       |
| 11月25日(日)                                   | 郡山 #9                                | MONICA URANGLASS / ROTTENGRAFFTY                                       |
| 11月29日(木)                                   | 金沢 AZ                                | KNOCK OUT MONKEY / Northern19                                          |
| 12月01日(土)                                   | 長野 J                                 | UZUMAKI / Northern19                                                   |
| 12月02日(日)                                   | 新潟 CLUB RIVERST                      | UZUMAKI / Northern19                                                   |
| 12月06日(木)                                   | 大分T.O.P.S Bitts HALL                 | FOUR GET ME A NOTS / WHITE ASH                                         |
| 12月08日(土)                                   | 熊本 Django                            | FOUR GET ME A NOTS / WHITE ASH                                         |
| 12月09日(日)                                   | 鹿児島 SR HAL                          | FOUR GET ME A NOTS / WHITE ASH                                         |
| All That We Have Now Release Tour FINAL SERIES |                                        |                                                                        |
| 12月19日(水)                                   | 東京 STUDIO COAST                      | Horse the Band                                                         |
| 12月21日(金)                                   | 名古屋 DIAMOND HALL                    | POLYSICS                                                               |
| 12月23日(日)                                   | 大阪 なんばHatch                       | 9mm Parabellum Bullet                                                  |
| 2013年                                         |                                        |                                                                        |
| Short Tour 2013                                |                                        |                                                                        |
| 03月19日(火)                                   | 東京 Zepp Tokyo                        | YMCK                                                                   |
| 03月21日(木)                                   | 名古屋 Zepp Nagoya                     | Dance Gavin Dance                                                      |
| 03月23日(土)                                   | 大阪 Zepp Namba                        | ストレイテナー                                                         |
| 3×3 Short Tour 2013 ver.1                      |                                        |                                                                        |
| 06月13日(木)                                   | 福岡 BEAT STATION                      | GARI/PALM                                                              |
| 06月14日(金)                                   | 宮崎 SR BOX                            | GARI/PALM                                                              |
| 06月16日(日)                                   | 大分 T.O.P.S Bitts Hall                | GARI/PALM                                                              |
| 3×3 Short Tour 2013 ver.2                      |                                        |                                                                        |
| 08月21日(水)                                   | 旭川 CASINO DRIVE                      | HER NAME IN BLOOD / FIVE NEW OLD                                       |
| 08月23日(金)                                   | 北見 ONION HALL                        | HER NAME IN BLOOD / FIVE NEW OLD                                       |
| 08月25日(日)                                   | 帯広 MEGA STONE                        | HER NAME IN BLOOD / FIVE NEW OLD                                       |
| 2 Man Shows Tour 2013                          |                                        |                                                                        |
| 10月25日(金)                                   | 神奈川 CLUB CITTA’川崎                 | JESSE and The BONEZ                                                    |
| 10月27日(日)                                   | 新潟 LOTS                              | locofrank                                                              |
| 11月01日(金)                                   | 名古屋 DIAMOND HALL                    | PE'Z                                                                   |
| 11月08日(金)                                   | 広島 CLUB QUATTRO                      | TK from 凛として時雨                                                   |
| 11月10日(日)                                   | 福岡 BEAT STATION                      | グッドモーニングアメリカ                                               |
| 11月15日(金)                                   | 仙台 Rensa                             | the band apart                                                         |
| 11月17日(日)                                   | 静岡 SOUND SHOWER ark                  | DE DE MOUSE                                                            |
| 11月24日(日)                                   | 札幌 PENNYLANE24                       | HER NAME IN BLOOD                                                      |
| 12月06日(金)                                   | 大阪 BIG CAT                           | EDGE OF SPIRIT                                                         |
| 12月08日(日)                                   | 岡山 CRAZYMAMA KINGDOM                 | the telephones                                                         |
| 12月13日(金)                                   | 東京 Zepp DiverCity Tokyo              | BOOM BOOM SATELLITES                                                   |
| 2014年                                         |                                        |                                                                        |
| PHASE 2 Release Tour                           |                                        |                                                                        |
| 09月04日(木)                                   | 新木場 STUDIO COAST                    | LOUDNESS                                                               |
| 09月06日(土)                                   | 柏 PALOOZA                             | KNOCK OUT MONKEY                                                       |
| 09月07日(日)                                   | 横浜 LIZARD                            | KNOCK OUT MONKEY                                                       |
| 09月11日(木)                                   | 大阪 なんばHatch                       | THE冠                                                                  |
| 09月13日(土)                                   | 名古屋 DIAMOND HALL                    | locofrank                                                              |
| 09月15日(月)                                   | 京都 MUSE                              | パスピエ                                                               |
| 09月18日(木)                                   | 福岡 CB                                | JAWEYE / UZMK                                                          |
| 09月20日(土)                                   | 大分 T.O.P.S Bitts HALL                | JAWEYE / UZMK                                                          |
| 09月21日(日)                                   | 小倉 LIVE SPOT WOW!                    | JAWEYE / UZMK                                                          |
| 09月23日(火)                                   | 鹿児島 SR HALL                         | JAWEYE / UZMK                                                          |
| 09月27日(土)                                   | 沖縄 桜坂CENTRAL                       | HER NAME IN BLOOD                                                      |
| 10月02日(木)                                   | 高松 DIME                              | FIVE NEW OLD                                                           |
| 10月04日(土)                                   | 高知 X-pt.                             | GOOD 4 NOTHING                                                         |
| 10月05日(日)                                   | 岡山 CRAZYMAMA KINGDOM                 | GOOD 4 NOTHING                                                         |
| 10月10日(金)                                   | 代官山 UNIT                            | パスピエ                                                               |
| 10月12日(日)                                   | 盛岡 CLUB CHANGE WAVE                  | AIR SWELL / GARI                                                       |
| 10月13日(月)                                   | 青森 Quarter                           | AIR SWELL / GARI                                                       |
| 10月16日(木)                                   | 函館 club COCOA                        | KEYTALK                                                                |
| 10月18日(土)                                   | 札幌 PENNYLANE24                       | KEYTALK                                                                |
| 10月19日(日)                                   | 苫小牧 ELLCUBE                         | KEYTALK                                                                |
| 10月23日(木)                                   | 長野 JUNKBOX                           | HER NAME IN BLOOD                                                      |
| 10月25日(土)                                   | 金沢 AZ                                | HER NAME IN BLOOD                                                      |
| 10月26日(日)                                   | 新潟 LOTS                              | HER NAME IN BLOOD                                                      |
| 10月31日(金)                                   | 郡山 #9                                | グッドモーニングアメリカ / TOTALFAT                                    |
| 11月01日(土)                                   | 仙台 rensa                             | グッドモーニングアメリカ / TOTALFAT                                    |
| 11月03日(月)                                   | 山形 ミュージック昭和Session           | グッドモーニングアメリカ / TOTALFAT                                    |
| 11月06日(木)                                   | 水戸 LIGHTHOUSE                        | PALM / dustbox                                                         |
| 11月08日(土)                                   | 前橋 DYVER                             | PALM / dustbox                                                         |
| 11月09日(日)                                   | 埼玉 HEAVEN'S ROCKさいたま新都心VJ-3   | PALM / dustbox                                                         |
| 11月13日(木)                                   | 松阪 M'AXA                             | HaKU / FIVE NEW OLD                                                    |
| 11月15日(土)                                   | 浜松 窓枠                              | HaKU / FIVE NEW OLD                                                    |
| 11月16日(日)                                   | 甲府 KAZOO HALL                        | HaKU / FIVE NEW OLD                                                    |
| 11月21日(金)                                   | 広島 CLUB QUATTRO                      | BIGMAMA                                                                |
| 11月22日(土)                                   | 松山 SALONKITTY                        | BIGMAMA                                                                |
| 11月24日(月)                                   | 神戸 VARIT.                            | tofubeats                                                              |
| PHASE 2 Release Tour FINAL SERIES              |                                        |                                                                        |
| 12月06日(土)                                   | 札幌 Zepp Sapporo                      | ムック                                                                 |
| 12月09日(火)                                   | 東京 Zepp Tokyo                        | でんぱ組.inc                                                           |
| 12月10日(水)                                   | 名古屋 Zepp Nagoya                     | キュウソネコカミ                                                       |
| 12月13日(土)                                   | 福岡 Zepp Fukuoka                      | でんぱ組.inc                                                           |
| 2015年                                         |                                        |                                                                        |
| 3×3 Short Tour 2015 in TOHOKU                  |                                        |                                                                        |
| 06月11日(木)                                   | 盛岡 CLUB CHANGE WAVE                  | UZMK / dustbox                                                         |
| 06月13日(土)                                   | 宮古 KLUB COUNTER ACTION               | UZMK / dustbox                                                         |
| 06月14日(日)                                   | 石巻 BLUE RESISTANAE                   | UZMK / dustbox                                                         |
| Feeling of Unity Release tour                  |                                        |                                                                        |
| 10月09日(金)                                   | 神奈川 CLUB CITTA’川崎                 | WANIMA                                                                 |
| 10月12日(月)                                   | 柏 PALOOZA                             | 八十八ヶ所巡礼                                                         |
| 10月22日(木)                                   | 埼玉 HEAVEN'S ROCK さいたま新都心VJ-3  | AIR SWELL                                                              |
| 10月23日(金)                                   | 浜松 窓枠                              | AIR SWELL                                                              |
| 10月25日(日)                                   | 新潟 LOTS                              | SWANKY DANK                                                            |
| 10月27日(火)                                   | 京都 MUSE                              | PALM                                                                   |
| 10月29日(木)                                   | 神戸 VARIT.                            | uchuu,                                                                 |
| 11月01日(日)                                   | 高松 OLIVE HALL                        | locofrank                                                              |
| 11月03日(火)                                   | 高知 CARAVAN SARY                      | locofrank                                                              |
| 11月05日(木)                                   | 長崎 Studio DO!                        | Northern19                                                             |
| 11月08日(日)                                   | 大分 T.O.P.S Bitts HALL                | Northern19                                                             |
| 11月14日(土)                                   | 仙台 Rensa                             | GARI                                                                   |
| 11月15日(日)                                   | 郡山 HIPSHOT                           | GARI                                                                   |
| 11月19日(木)                                   | 広島 CLUB QUATTRO                      | NAMBA69                                                                |
| 11月23日(月)                                   | 金沢 EIGHT HALL                        | LONGMAN                                                                |
| 11月26日(木)                                   | 旭川 CASINO DRIVE                      | THE冠                                                                  |
| 11月27日(金)                                   | 札幌 PENNYLANE24                       | THE冠                                                                  |
| 11月29日(日)                                   | 小樽 GOLD STONE                        | THE冠                                                                  |
| 12月03日(木)                                   | 和歌山 GATE                            | UZMK                                                                   |
| 12月04日(金)                                   | 岡山 CRAZYMAMA KINGDOM                 | UZMK                                                                   |
| 12月06日(日)                                   | 福岡 BEAT STATION                      | ピアノゾンビ                                                           |
| 12月09日(水)                                   | 大阪 堂島リバーフォーラム              | MIYAVI                                                                 |
| 12月11日(金)                                   | 名古屋 Zepp Nagoya                     | KNOCK OUT MONKEY                                                       |
| 2016年                                         |                                        |                                                                        |
| 2 Man Shows Tour 2016                          |                                        |                                                                        |
| 10月22日(土)                                   | 広島 CLUB QUATTRO                      | The Winking Owl                                                        |
| 10月23日(日)                                   | 岡山 CRAZYMAMA KINGDOM                 | The Winking Owl                                                        |
| 10月27日(木)                                   | 神奈川 CLUB CITTA’川崎                 | THOUSAND EYES                                                          |
| 10月29日(土)                                   | 柏 PALOOZA                             | Joy Opposites                                                          |
| 10月30日(日)                                   | 埼玉 HEAVEN'S ROCK熊谷VJ-1             | アルカラ                                                               |
| 11月02日(水)                                   | 札幌 PENNYLANE24                       | フレデリック                                                           |
| 11月05日(土)                                   | 仙台 PIT                               | 夜の本気ダンス                                                         |
| 11月09日(水)                                   | 京都 MUSE                              | THE冠                                                                  |
| 11月10日(木)                                   | 兵庫 VARIT.                            | LONGMAN                                                                |
| 11月12日(土)                                   | 香川 festhalle                         | ストレイテナー                                                         |
| 11月19日(土)                                   | 大分 T.O.P.S Bitts HALL                | 感覚ピエロ                                                             |
| 11月23日(水)                                   | 富山 MARIO                             | BLUE ENCOUNT                                                           |
| 11月27日(日)                                   | 沖縄 桜坂CENTRAL                       | GARI                                                                   |
| 12月06日(火)                                   | 名古屋 Zepp Nagoya                     | BIGMAMA                                                                |
| 12月07日(水)                                   | 新木場 STUDIO COAST                    | THE BAWDIES                                                            |
| 12月09日(金)                                   | 大阪 なんばHatch                       | サンボマスター                                                         |
| 2017年                                         |                                        |                                                                        |
| New Sunrise Release Tour 2017-18               |                                        |                                                                        |
| 11月07日(火)                                   | 神奈川 CLUB CITTA’川崎                 | 魔法少女になり隊                                                       |
| 11月08日(水)                                   | 埼玉 HEAVEN'S ROCKさいたま新都心VJ-3   | FIVE NEW OLD                                                           |
| 11月10日(金)                                   | 金沢 AZ                                | ROTTENGRAFFTY                                                          |
| 11月11日(土)                                   | 福井 響のホール                        | ROTTENGRAFFTY                                                          |
| 11月14日(火)                                   | 栃木 HEAVEN'S ROCK宇都宮VJ-2           | KNOCK OUT MONKEY                                                       |
| 11月15日(水)                                   | 高崎 FLEEZ                             | KNOCK OUT MONKEY                                                       |
| 11月17日(金)                                   | 長野 JUNK BOX                          | dustbox                                                                |
| 11月19日(日)                                   | 富山 MARIO                             | dustbox                                                                |
| 11月22日(水)                                   | 岡山 CRAZYMAMA KINGDOM                 | 感覚ピエロ                                                             |
| 11月23日(木)                                   | 山口 RISING HALL                       | 感覚ピエロ                                                             |
| 11月25日(土)                                   | 出雲 Apollo                            | THE冠                                                                  |
| 11月26日(日)                                   | 米子 Aztic laugh                       | THE冠                                                                  |
| 11月29日(水)                                   | 京都 MUSE                              | yonige                                                                 |
| 11月30日(木)                                   | 滋賀 U-STONE                           | yonige                                                                 |
| 12月02日(土)                                   | 松山 SALONKITTY                        | HER NAME IN BLOOD                                                      |
| 12月03日(日)                                   | 高知 X-pt.                             | HER NAME IN BLOOD                                                      |
| 12月06日(水)                                   | 岐阜 Club G                            | ENTH                                                                   |
| 12月07日(木)                                   | 松坂 MAXA                              | ENTH                                                                   |
| 12月09日(土)                                   | 徳島 club GRINDHOUSE                   | a crowd of rebellion                                                   |
| 12月14日(木)                                   | 福岡 BEAT STATION                      | TOTALFAT                                                               |
| 12月16日(土)                                   | 鹿児島 CAPARVO HALL                    | ヤバイTシャツ屋さん                                                    |
| 12月17日(日)                                   | 宮崎 SR BOX                            | ヤバイTシャツ屋さん                                                    |
| 12月20日(水)                                   | 神戸 Harbor Studio                     | Crossfaith                                                             |
| 2018年                                         |                                        |                                                                        |
| New Sunrise Release Tour 2017-18               |                                        |                                                                        |
| 01月11日(木)                                   | 新木場 STUDIO COAST                    | MONGOL800                                                              |
| 01月13日(土)                                   | 甲府 CONVICTION                        | 八十八ヶ所巡礼                                                         |
| 01月14日(日)                                   | 浜松 窓枠                              | 八十八ヶ所巡礼                                                         |
| 01月20日(土)                                   | 大分 T.O.P.S Bitts HALL                | MELLOWSHiP                                                             |
| 01月26日(金)                                   | 新潟 LOTS                              | キュウソネコカミ                                                       |
| 01月28日(日)                                   | 高松 festhalle                         | キュウソネコカミ                                                       |
| 02月03日(土)                                   | 和歌山 SHELTER                         | GARI                                                                   |
| 02月04日(日)                                   | 奈良 NEVERLAND                         | GARI                                                                   |
| 02月09日(金)                                   | 長崎 Studio DO!                        | サンボマスター                                                         |
| 02月10日(土)                                   | 佐賀 GEILS                             | サンボマスター                                                         |
| 02月12日(月)                                   | 熊本 Django                            | サンボマスター                                                         |
| 02月18日(日)                                   | 広島 CLUB QUATTRO                      | THE BAWDIES                                                            |
| 02月23日(金)                                   | 名古屋 Zepp Nagoya                     | GALNERYUS                                                              |
| 02月25日(日)                                   | 大阪 Zepp Osaka Bayside                | アルカラ                                                               |
| 03月01日(木)                                   | 柏 PALOOZA                             | Survive Said The Prophet                                               |
| 03月02日(金)                                   | 水戸 LIGHTHOUSE                        | WANIMA                                                                 |
| 03月04日(日)                                   | 郡山 #9                                | Survive Said The Prophet                                               |
| 03月09日(金)                                   | 盛岡 CLUB CHANGE WAVE                  | locofrank                                                              |
| 03月11日(日)                                   | 山形 ミュージック昭和Session           | locofrank                                                              |
| 03月17日(土)                                   | 秋田 Club SWINDLE                      | CRYSTAL LAKE                                                           |
| 03月18日(日)                                   | 青森 Quarter                           | CRYSTAL LAKE                                                           |
| 03月21日(水)                                   | 仙台 PIT                               | PassCode                                                               |
| 03月24日(土)                                   | 札幌 PENNYLANE24                       | MOROHA                                                                 |
| 03月31日(土)                                   | 沖縄 桜坂CENTRAL                       | フレデリック                                                           |
| Move Ahead Tour 2018                           |                                        |                                                                        |
| 10月05日(金)                                   | 金沢 EIGHT HALL                        | サンボマスター                                                         |
| 10月07日(日)                                   | 仙台 GIGS                              | GANG PARADE                                                            |
| 10月12日(金)                                   | 静岡 UMBER                             | GARI                                                                   |
| 10月13日(土)                                   | 名古屋 Zepp Nagoya                     | フレデリック                                                           |
| 10月18日(木)                                   | 福岡 BEAT STATION                      | ROTTENGRAFFTY                                                          |
| 10月20日(土)                                   | 大分 T.O.P.S Bitts HALL                | ROTTENGRAFFTY                                                          |
| 10月27日(土)                                   | 周南 RISING HALL                       | KEYTALK                                                                |
| 10月31日(水)                                   | 札幌 PENNYLANE24                       | ENTH                                                                   |
| 11月09日(金)                                   | 盛岡 CLUB CHANGE WAVE                  | アルカラ                                                               |
| 11月10日(土)                                   | 石巻 BLUE RESISTANAE                   | アルカラ                                                               |
| 11月15日(木)                                   | 京都 MUSE                              | LONGMAN                                                                |
| 11月16日(金)                                   | 高松 MONSTER                           | LONGMAN                                                                |
| 11月22日(木)                                   | 新潟 LOTS                              | The BONEZ                                                              |
| 11月23日(金)                                   | 富山 MARIO                             | The BONEZ                                                              |
| 11月28日(水)                                   | 広島 CLUB QUATTRO                      | キュウソネコカミ                                                       |
| 11月30日(金)                                   | 岡山 CRAZYMAMA KINGDOM                 | キュウソネコカミ                                                       |
| 12月05日(水)                                   | 新木場 STUDIO COAST                    | 八十八ヶ所巡礼                                                         |
| 12月06日(木)                                   | 大阪 Zepp Osaka Bayside                | HER NAME IN BLOOD                                                      |
| 2020年                                         |                                        |                                                                        |
| “HYPERTOUGHNESS” Release Tour 2020             |                                        |                                                                        |
| 01月17日(金)                                   | 神戸 Harbor Studio                     | ROTTENGRAFFTY                                                          |
| 01月18日(土)                                   | 京都 KBSホール                         | ROTTENGRAFFTY                                                          |
| 01月23日(木)                                   | 名古屋 ダイアモンドホール              | CRYSTAL LAKE                                                           |
| 01月25日(土)                                   | 静岡 ROXY                              | THE 冠                                                                 |
| 01月26日(日)                                   | 神奈川 横浜BAY HALL                    | dustbox                                                                |
| 02月01日(土)                                   | 岡山 CRAZYMAMA KINGDOM                 | アルカラ                                                               |
| 02月02日(日)                                   | 周南 RISING HALL                       | アルカラ                                                               |
| 02月07日(金)                                   | 盛岡 club changeWAVE                   | 八十八ヶ所巡礼                                                         |
| 02月09日(日)                                   | 郡山 HIPSHOT JAPAN                     | 八十八ヶ所巡礼                                                         |
| 02月10日(月)                                   | 仙台 GIGS                              | KEYTALK                                                                |
| 02月13日(木)                                   | 神奈川 CLUB CITTA'川崎                 | ENTH                                                                   |
| 02月15日(土)                                   | 水戸 ライトハウス                      | そこに鳴る                                                             |
| 02月16日(日)                                   | 柏 柏 PALOOZA                          | そこに鳴る                                                             |
| 02月21日(金)                                   | 新潟 LOTS                              | BLUE ENCOUNT                                                           |
| 02月23日(日)                                   | 富山 MAIRO                             | キュウソネコカミ                                                       |
| 02月24日(月)                                   | 金沢 EIGHT HALL                        | キュウソネコカミ                                                       |
| 02月28日(金)                                   | 福岡 BEAT STATION                      | GARI                                                                   |
| 02月29日(土)                                   | 大分 T.O.P.S BittsHALL                 | GARI                                                                   |
| 03月07日(土)                                   | 広島 BLUE LIVE HIROSHIMA               | フレデリック                                                           |
| 03月14日(土)                                   | 高松 MONSTER                           | サンボマスター                                                         |
| 2023年                                         |                                        |                                                                        |
| Full Power FaLiLV Tour 2023-2024               |                                        |                                                                        |
| 11月10日(金)                                   | 柏 柏PALOOZA                           | ENTH                                                                   |
| 11月12日(日)                                   | 新宿 新宿ACB HALL                      | ENTH                                                                   |
| 11月15日(水)                                   | 京都 KYOTO MUSE                        | Paledusk                                                               |
| 11月16日(木)                                   | 大阪 アメリカ村 DROP                   | Paledusk                                                               |
| 11月30日(木)                                   | 福岡 FUKUOKA BEAT STATION              | SPARK!!SOUND!!SHOW!!                                                   |
| 12月01日(金)                                   | 大分 T.O.P.S BittsHALL                 | SPARK!!SOUND!!SHOW!!                                                   |
| 12月07日(木)                                   | 盛岡 CLUB CHANGE WAVE                  | PRAISE                                                                 |
| 12月08日(金)                                   | 仙台 Rensa                             | PRAISE                                                                 |
| 12月13日(水)                                   | 札幌 PENNY LANE24                      | 裸繪札                                                                 |
| 12月22日(金)                                   | 高松 MONSTER                           | Age Factory                                                            |
| 2024年                                         |                                        |                                                                        |
| Full Power FaLiLV Tour 2023-2024               |                                        |                                                                        |
| 01月11日(木)                                   | 名古屋 DIAMOND HALL                    | Crystal Lake                                                           |
| 01月13日(土)                                   | 浜松 Live House 浜松窓枠               | Crystal Lake                                                           |
| 01月19日(金) 05月24日(金)                      | 広島 CLUB QUATTRO                      | Suspended 4th                                                          |
| 01月21日(日) 05月26日(日)                      | 岡山 CRAZYMAMA KINGDOM                 | Suspended 4th                                                          |
| 01月27日(土)                                   | 神戸 VARIT.                            | KUZIRA                                                                 |
| Boost Up Tour 2024                             |                                        |                                                                        |
| 10月10日(木)                                   | 名古屋 DIAMOND HALL                    | フレデリック                                                           |
| 10月11日(金)                                   | 静岡 Live House 浜松窓枠               | Earthists.                                                             |
| 10月15日(火)                                   | 新宿 Zepp Shinjuku                     | GANG PARADE                                                            |
| 10月18日(金)                                   | 広島 LIVE VANQUISH                     | ブランデー戦記                                                         |
| 10月20日(日)                                   | 岡山 CRAZYMAMA KINGDOM                 | SABLE HILLS                                                            |
| 10月25日(金)                                   | 福岡 LIVEHOUSE CB                      | the twenties                                                           |
| 10月27日(日)                                   | 大分 T.O.P.S BittsHALL                 | the twenties                                                           |
| 11月1日(金)                                    | 仙台 darwin                            | Paledusk                                                               |
| 11月2日(土)                                    | 盛岡 CLUB CHANGE WAVE                  | Paledusk                                                               |
| 11月7日(木)                                    | 埼玉 HEAVEN'S ROCK さいたま新都心 VJ-3 | 夕闇に誘いし漆黒の天使達                                               |
| 11月8日(金)                                    | 千葉 柏PALOOZA                         | This is LAST                                                           |
| 11月15日(金)                                   | 京都 KYOTO MUSE                        | 裸繪札                                                                 |
| 11月17日(日)                                   | 大阪 なんばHatch                       | 花冷え。                                                               |
| 11月29日(金)                                   | 金沢 EIGHT HALL                        | The BONEZ                                                              |
| 12月1日(日)                                    | 新潟 NIIGATA LOTS                      | ヤバイTシャツ屋さん                                                    |
| 12月20日(金)                                   | 神戸 VARIT.                            | w.o.d.                                                                 |

### ワンマンライブ・ワンマンツアー
| 公演日                                                      | 公演場所                            |
| 2014年                                                      | 2014年                              |
| First One Man Show 2014                                     | First One Man Show 2014             |
| ----------------------------------------------------------- | ----------------------------------- |
| 03月23日(日)                                                | 神戸 ワールド記念ホール             |
| PHASE 2 Release Tour FINAL SERIES                           |                                     |
| 12月19日(金)                                                | 心斎橋 club DROP                    |
| 2016年                                                      |                                     |
| Feeling of Unity Release tour FINAL                         |                                     |
| 01月07日(木)                                                | 東京 日本武道館                     |
| ONE MAN SHOWS TOUR 2016                                     |                                     |
| 04月26日(火)                                                | 福岡 Zepp Fukuoka                   |
| 04月29日(金)                                                | 北海道 Zepp Sapporo                 |
| 05月06日(金)                                                | 愛知 Zepp Nagoya                    |
| 05月07日(土)                                                | 東京 Zepp Tokyo                     |
| 2017年                                                      |                                     |
| SHINE Release Special One Man Show                          |                                     |
| 06月14日(水)                                                | 渋谷 WWW X                          |
| 2018年                                                      |                                     |
| New Sunrise Release Tour FINAL                              |                                     |
| 04月14日(土)                                                | 千葉 幕張メッセ国際展示場9-11ホール |
| Move Ahead Tour 2018                                        |                                     |
| 12月12日(水)                                                | 神戸 music zoo KOBE 太陽と虎        |
| 2019年                                                      |                                     |
| Thanks to You All                                           |                                     |
| 06月07日(金)                                                | 大阪 なんばHatch                    |
| Carry on FaLiLV                                             |                                     |
| 09月19日(木)                                                | 名古屋 Zepp Nagoya                  |
| 09月23日(月)                                                | 東京 Zepp Divercity TOKYO           |
| 09月26日(木)                                                | 大阪 Zepp Osaka Bayside             |
| 2020年                                                      |                                     |
| “HYPERTOUGHNESS” Release Tour 2020 FINAL SERIES             |                                     |
| 04月07日(火)                                                | 東京 Zepp Tokyo                     |
| 04月10日(金)                                                | 札幌 Zepp Sapporo                   |
| 04月15日(水)                                                | 名古屋 Zepp Nagoya                  |
| 04月17日(金)                                                | 福岡 Zepp Fukuoka                   |
| 04月24日(金)                                                | 大阪 Zepp Osaka Bayside             |
| 04月28日(火)                                                | 神奈川 Zepp Yokohama                |
| FaLiLV On-line Live                                         |                                     |
| 12月17日(木)                                                | オンラインライブ                    |
| 2021年                                                      |                                     |
| FaLiLV On-line Live 2                                       |                                     |
| 04月07日(水)                                                | オンラインライブ                    |
| "HYPERTOUGHNESS" Release Tour 2020→2021                     |                                     |
| 06月15日(火)                                                | 神奈川 KT Zepp Yokohama             |
| 06月18日(金)                                                | 福岡 BEAT STATION                   |
| 06月19日(土)                                                | 大分 T.O.P.S BittsHAL               |
| 06月22日(火)                                                | 愛知 Zepp Nagoya                    |
| 06月23日(水)                                                | 愛知 Zepp Nagoya                    |
| 06月25日(金)                                                | 広島 CLUB QUATTRO                   |
| 06月30日(水)                                                | 北海道 Zepp Sapporo                 |
| 07月07日(水)                                                | 福岡 Zepp Fukuoka                   |
| 07月09日(金)                                                | 高松 MONSTER                        |
| 07月12日(月)                                                | 東京 Zepp Tokyo                     |
| 07月13日(火)                                                | 東京 Zepp Tokyo                     |
| 07月20日(火)                                                | 大阪 Zepp Osaka Bayside             |
| 07月21日(水)                                                | 大阪 Zepp Osaka Bayside             |
| 「Dance & Scream」サブスク解禁記念ワンマンライブ            |                                     |
| 10月20日(水)                                                | 東京 EX THEATER ROPPONGI            |
| 「The Animals in Screen Bootleg 1」完全再現ライブ           |                                     |
| 11月11日(木)                                                | 東京 Zepp DiverCity(TOKYO)          |
| 「The Animals in Screen Bootleg 2」完全再現ライブ           |                                     |
| 12月02日(木)                                                | 神奈川 CLUB CITTA'川崎              |
| 2022年                                                      |                                     |
| FaLiLV Shuffle Tour 2022 前編                               |                                     |
| 02月26日(土)                                                | 神戸 Harbor Studio                  |
| 03月04日(金)                                                | 横浜 BAY HALL                       |
| 03月06日(日)                                                | 静岡 SOUND SHOWER ark               |
| 03月08日(火)                                                | 大阪 Zepp Osaka Bayside             |
| 03月10日(木)                                                | 金沢 EIGHT HALL                     |
| 03月12日(土)                                                | 名古屋 Zepp Nagoya                  |
| 03月29日(火)                                                | 東京 Zepp Haneda                    |
| 03月31日(木)                                                | 新潟 LOTS                           |
| 04月02日(土)                                                | 仙台 GIGS                           |
| 06月18日(土)                                                | 高松 festhalle                      |
| 06月23日(木)                                                | 広島 CLUB QUATTRO                   |
| 06月25日(土)                                                | 福岡 スカラエスパシオ               |
| 06月26日(日)                                                | 大分 T.O.P.S BittsHALL              |
| FaLiLV Shuffle Tour 2022 後編                               |                                     |
| 08月30日(火)                                                | 東京 Zepp Haneda                    |
| 09月02日(金)                                                | 北海道 Zepp Sapporo                 |
| 09月07日(水)                                                | 福岡 Zepp Fukuoka                   |
| 09月08日(木)                                                | 大阪 Zepp Osaka Bayside             |
| 09月14日(水)                                                | 名古屋 Zepp Nagoya                  |
| 09月30日(金)                                                | 神奈川 KT Zepp Yokohama             |
| “Cocoon for the Golden Future” Release Tour 2022-2023       |                                     |
| 11月17日(木)                                                | 新潟 LOTS                           |
| 11月18日(金)                                                | 金沢 EIGHT HALL                     |
| 11月20日(日)                                                | 富山 MAIRO                          |
| 12月01日(木)                                                | 京都 MUSE                           |
| 12月02日(金)                                                | 大阪 Zepp Osaka Bayside             |
| 12月04日(日)                                                | 周南 RISING HALL                    |
| 12月06日(火)                                                | 柏 PALOOZA                          |
| 12月07日(水)                                                | 神奈川 KT Zepp Yokohama             |
| 12月11日(日)                                                | 北海道 Zepp Sapporo                 |
| 2023年                                                      |                                     |
| “Cocoon for the Golden Future” Release Tour 2022-2023       |                                     |
| 01月13日(金)                                                | 福岡 Zepp Fukuoka                   |
| 01月14日(土)                                                | 広島 BLUE LIVE HIROSHIMA            |
| 01月17日(火)                                                | 神奈川 CLUB CITTA’ 川崎             |
| 01月19日(木)                                                | 東京 Zepp Haneda                    |
| 01月21日(土)                                                | 静岡 LIVE ROXY SHIZUOKA             |
| 01月22日(日)                                                | 名古屋 Zepp Nagoya                  |
| 01月27日(金)                                                | 仙台 Sendai PIT                     |
| 01月28日(土)                                                | 福島 郡山HIPSHOT JAPAN              |
| 02月11日(土)                                                | 高松 festhalle                      |
| 02月12日(日)                                                | 松山 SALONKITTY                     |
| “Cocoon for the Golden Future” Release Tour 2022-2023 FINAL |                                     |
| 03月10日(金)                                                | 神戸 ワールド記念ホール             |
| 15TH ANNIVERSARY SHOW 2023 at NIPPON BUDOKAN                |                                     |
| 09月22日(金)                                                | 東京 日本武道館                     |
| 2024年                                                      |                                     |
| Full Power FaLiLV Tour 2023-2024 FINAL SERIES               |                                     |
| 02月01日(木)                                                | 大阪 Zepp Osaka Bayside             |
| 02月07日(水)                                                | 愛知 Zepp Nagoya                    |
| 02月15日(木)                                                | 東京 Zepp Haneda                    |
| Replay of BUDOKAN                                           |                                     |
| 06月25日(火)                                                | 神奈川 CLUB CITTA’ 川崎             |
| 06月29日(日)                                                | 大阪 GORILLA HALL                   |
| 2025年                                                      |                                     |
| FIRST ONEMAN SHOWS TOUR 2025 in CHINA                       |                                     |
| 01月11日(土)                                                | 上海MAO Live house                  |
| 01月12日(日)                                                | 広州MAO Live house                  |
| The Focus「All That We Have Now」Vol.1                      |                                     |
| 07月11日(金)                                                | 大阪 GORILLA HALL                   |
| 07月25日(金)                                                | 東京 Zepp Haneda                    |
| 08月07日(木)                                                | 名古屋 DIAMOND HALL                 |

### 主催音楽フェス「MEGA VEGAS」
Fear, and Loathing in Las Vegasが主催する音楽フェスティバル。地元・神戸のワールド記念ホールなどを会場に毎年3月に開催される。

### 出演イベント
国内
2009年
- 09月03日 - ～Judgement～
- 09月11日 - Precious Things Vol.3
- 09月12日 - TASTE OF HAGANE 8
- 11月14日 - 激ロック-SCREAM REAL LOUD vol.70 SPECIAL-
- 10月16日 - REDUCE POVERTY! vol.2
- 10月23日 - Make a wave vol.42
- 10月25日 - Imagenation vol.1
- 11月06日 - KxOxBxE vol.02
- 11月08日 - Sound and Fury vol.3
- 12月11日 - ～Judgement～vol.2
- 12月17日 - GAME ROCK CAFE vol.4
- 12月19日 - BASEMENT FACTORY

2010年
- 01月10日 - SONG OF LAGWEED vol.77
- 01月17日 - 関西奏音祭 2010
- 02月05日 - Tuff Mission vol'05
- 02月06日 - SCREAM OUT FEST 2010
- 02月10日 - ReCIVAR vol.10
- 02月16日 - 魔王即位四千年記念式典二次会
- 02月20日 - PxR Gechenk vol.2
- 02月27日 - SKAxSIDExMOSH!!! VOL.4
- 03月14日.16日.04月25日 - just like SCREAMING TOUR 2010 (ASTRALMESS / AVNEL)
- 03月19日 - Japan Tour 2010 (Between the Buried and Me / The Red Chord / PALM )
- 03月20日 - DATABANKSHOP NIGHT 05
- 04月01日 - 猿爆祭 Vol.13
- 04月24日 - 激ロックFES vol.2
- 04月28日 - LOUD of PAIN -ALL NIGHT LOUD PARTY!! supported by -HELL-O＆激ロック-SCREAM REAL LOUD-
- 04月30日 - Super Night Party part2
- 05月01日 - KxOxBxE vol.3
- 05月04日 - Make a wave vol.59 〜STONE LEEK release tour 2010〜
- 05月08日 - GAME ROCK CAFE vol.5
- 05月22日 - ONCE UPON A TIME IN KAKOGAWA
- 05月29日 - SCREAMING FOR YOU vol.2
- 06月16日 - THE UNIVERSE
- 06月19日 - LOCAL RAMPAGE vol.02
- 06月20日 - Answer for life vol.41
- 06月26日 - HELL-O vol.4
- 07月03日 - TASTY RECORDS vs CATCH ALL RECORDS
- 07月07日 - KEEP IT LOUD!!
- 07月09日 – KxOxBxE vol.4
- 07月16日 - DEATH BY STEREO JAPAN TOUR 2010 (Death by Stereo)
- 07月19日 - OVER DRIVE tour 2010
- 07月23日.24日.25日 - 激ロックFES vol.4
- 09月02日 - Nothing lasts forever Tour 2010 (coldrain)
- 09月05日 - JUDGEMENT vol.4
- 09月12日 - RED LINE 2010
- 09月16日 - American Made Samurai Japan Tour 2010 (fade)
- 09月19日 - like a grown-up expressions RELEASE PARTY (SUNSGRIND)
- 09月21日 - Bond of Sound
- 09月26日 - ONION NIGHT lv.14
- 10月09日 - Utopia vol.2
- 10月15日.16日.17日 - Party Slacker release TOUR FINAL SERIES (MISSPRAY)
- 10月22日 – KxOxBxE vol.5
- 10月23日 - OVER DRIVE tour 2010 (TOTALFAT)
- 11月02日 - 太陽とSEXのGRAFFTY (SEX MACHINEGUNS / ROTTENGRAFFTY)
- 11月03日 - DISCOVERY TOUR FINAL (LOST)
- 11月05日 - HOMIES vol.41
- 11月06日 - TOKYO BOOTLEG VOL.24
- 11月07日 - METEOR tour 2010 (EGG BRAIN)
- 11月12日 - NEXUS ANNEXUS
- 11月17日.21日 - LIVING IN PAiN TOUR 2010-2011 (SiM)
- 11月20日 - TRUST YOUR SOULS 6th Anniversary Vol.83
- 11月22日 - OVERGRIND #1 With Aki's Ramp Jam
- 12月08日 - DEVILOCK ver.3
- 12月11日.12日 - SCREAM OUT PARTY 2010
- 12月15日 - House of chaos 2 ～The bleeding high～ (Pay money To my Pain)

2011年
- 01月14日 - BADASS GROOVE FROM DARK POT Vol.1
- 01月22日 - DEAD POP FESTiVAL vol.2
- 01月23日 - NO MATTER LIVE
- 02月02日 - KEYS TO KEYS TOUR (Crossfaith)
- 02月11日 - DRF6
- 02月13日 - 甘CATCH ALL NIGHT
- 02月20日 - BLARE DOWN BARRIERS 2011
- 03月06日 - スペースシャワー列伝 第84巻 ～獣岩(モンスターロック)の宴～
- 03月19日.20日.21日 - The Enemy Inside Tour 2011
- 04月27日 - ONE OK ROCK 2011 Answer is aLive TOUR (ONE OK ROCK)
- 05月03日 - PUNK ROCK THROUGH THE NIGHT
- 05月04日 - COMIN'KOBE11
- 05月07日 - J 14th ANNIVERSARY SPECIAL LIVE Set FIRE Get HIGHER -FIRE HIGHER 2011-
- 05月15日 - EASYGOINGS 7thアニバーサリー SPECIAL NIGHT ～Take me other side～
- 05月20日 - APATHY TOUR FINAL (SECRET 7 LINE)
- 05月22日 - HEART ACHING ROBOTS ARE UNITED TOUR (Northern19)
- 05月28日 - RUDIE'S NIGHT in OSAKA
- 06月04日 - THE HERO IS DAMNED TOUR 2011 (TOTALFAT)
- 06月7日.8日.9日 - The Enemy Inside Tour 2011 (coldrain)
- 06月18日 - UNIONWAY FES ～KOBE LIVE CIRCUIT EVENT 2011～
- 06月26日 - ドンギマナイト vol.3
- 07月02日 - “AFOC THE MIX”×“Getting Roll”W Release Party Tour (a flood of circle)
- 07月09日 - for staying real BLUE.TOUR (LAST ALLIANCE)
- 07月15日 - 激ロックGIG vol.2
- 07月23日 - JOIN ALIVE 2011
- 08月14日 - SUMMER SONIC 2011
- 08月31日 - 太陽と虎１周年記念興行「松原祭 約50乱発」～36発目～
- 09月17日 - RED LINE TOUR 2011
- 10月13日 - 電撃バップ vol.1
- 12月28日 - COUNTDOWN JAPAN 11/12

2012年
- 01月22日 - NO MATTER LIVE 2012
- 02月25日 - DEVILOCK NIGHT THE FINAL
- 03月31日.04月01日 - PUNKSPRING 2012
- 04月30日 - GOLD Release TOUR FINAL (ROTTENGRAFFTY)
- 05月05日 - COMIN'KOBE12
- 07月22日 - JOIN ALIVE 2012
- 07月28日.29日 - 50 PUSH!! ALL AROUND JAPAN TOUR 2012 (EGG BRAIN)
- 08月08日 - VOL.0
- 08月19日 - SUMMER SONIC 2012

2013年
- 02月23日 - TOYOTA BIG AIR 2013
- 03月30日.31日 - PUNKSPRING 2013
- 04月10日 - New Audiogram ver.6.2
- 05月11日 - Ozzfest JAPAN 2013
- 07月07日 - New Audiogram ver.7
- 07月13日 - THE BEAST TOUR FINAL (HER NAME IN BLOOD)
- 08月09日 - SONICMANIA 2013
- 08月10日 - SUMMER SONIC 2013 OSAKA MIDNIGHT SONIC
- 09月23日 - MADOllie 2013
- 12月28日 - FM802 ROCK FESTIVAL RADIO CRAZY 2013

2014年
- 01月13日 - GO LIVE VOL.1 ～a loud celebration～
- 02月09日 - スクリーム・アウト・フェスト 2014
- 03月01日 - U-EXPRESS LIVE 2014
- 03月15日 - NO MATTER LIVE 2014
- 04月15日 - MONSTER ENERGY OUTBURN TOUR 2014
- 05月06日 - FOUR SEASONS FESTIVAL'14
- 07月20日 - JOIN ALIVE 2014
- 07月24日 - New Audiogram ver.8
- 07月26日 - 男鹿ナマハゲロックフェスティバル VOL.5
- 08月16日 - SUMMER SONIC 2014 TOKYO
- 08月17日 - SUMMER SONIC 2014 OSAKA
- 08月23日 - WILD BUNCH FEST. 2014
- 08月24日 - MONSTER baSH 2014
- 08月30日 - SPACE SHOWER SWEET LOVE SHOWER 2014

2015年
- 01月18日 - PUNISHER'S NIGHT 2015
- 02月11日 - MADNESS TOUR in JAPAN 2015 (Crossfaith)
- 03月28日.29日 - PUNKSPRING 2015
- 04月23日.24日 - 遥々、春バラーバはちもくがあなたの街まで春をお届けに参ります、候。～桜～ 対バンツアー (KEYTALK)
- 04月25日 - ARABAKI ROCK FEST.15
- 04月29日 - COMIN'KOBE15
- 05月05日 - FRONT CHAPTER Vol.4 (BOOM BOOM SATELLITES)
- 06月07日 - 百万石音楽祭〜ミリオンロックフェスティバル〜 2015
- 06月16日.17日 - ONE OK ROCK 2015 35xxxv JAPAN TOUR (ONE OK ROCK)
- 06月20日 - SATANIC CARNIVAL'15
- 06月27日 - LUNATIC FEST.
- 08月01日 - ROCK IN JAPAN FESTIVAL 2015
- 08月14日 - RISING SUN ROCK FESTIVAL 2015 in EZO
- 08月16日 - SUMMER SONIC 2015
- 08月23日 - MONSTER baSH 2015
- 08月28日 - SPACE SHOWER SWEET LOVE SHOWER 2015 -20th ANNIVERSARY-
- 08月30日 - FREEDOM aozora 2015 淡路島
- 09月06日 - TREASURE05X 2015
- 09月19日 - イナズマロックフェス 2015
- 10月03日 - マグロック 2015
- 10月31日 - DOGIMAZUN 2015
- 11月22日 - OZZFEST JAPAN 2015
- 12月08日 - MIYAVI Tour 2015“WE ARE THE OTHERS”-EXTRA (MIYAVI)

2016年
- 01月23日.30日 - NO MATTER LIVE
- 02月07日 - Are You Coming? Tour (WANIMA)
- 02月13日 - 10-FEET TOUR 2016 (10-FEET)
- 05月29日 - MUSIC APPLE LIVE 2016
- 06月05日 - 百万石音楽祭〜ミリオンロックフェスティバル〜 2016
- 06月21日.22日 - TOUR2016 THANKS～チケットとっとってっていっとったのになんでとっとらんかったとっていっとっと～ (BLUE ENCOUNT)
- 06月25日.26日 - 1+1+1は3じゃないぞ! 1+1+1で300だ!! 10倍だぞ10倍! ツアー2016 (サンボマスター)
- 07月02日 - 京都大作戦 2016 ～吸収年!栄養満点!音のお野祭!～
- 07月16日 - JOIN ALIVE 2016
- 08月21日 - WILD BUNCH FEST. 2016
- 08月25日 - はやぶさかがやきツアー2016 (でんぱ組.inc)
- 09月03日 - TREASURE05X 2016 -miracle waves-
- 09月27日 - モンスターロック TOUR 2016
- 10月01日.2日 - JUICE UP!! TOUR (WANIMA)
- 11月06日 - バズリズム LIVE 2016
- 12月25日 ‐ ポルノ超特急 2016

2017年
- 04月15日 - Thousand Miracles TOUR 2017 (dustbox)
- 05月05日 - NIIGATA RAINBOW ROCK ARENA 2017
- 05月07日 - COMIN'KOBE17
- 05月20日 - TOKYO METROPOLITAN ROCK FESTIVAL 2017
- 06月03日.04日 - 今年は何かとはっちゃけたい! ～2017全国ツアー～ (サンボマスター)
- 06月18日 - SATANIC CARNIVAL'17
- 08月05日 - WEST GIGANTIC CITYLAND'17
- 08月20日 - SUMMER SONIC 2017
- 08月22日 - Dim The Lights Tour 2017 (MONOEYES)
- 08月26日 - SPACE SHOWER SWEET LOVE SHOWER 2017
- 09月03日 - TREASURE05X 2017 -MARCH OF TIME-
- 09月16日 - イナズマロックフェス 2017
- 10月28日 - DOGIMAZUN HALLOWEEN PARTY 2017
- 11月04日 - NO MATTER LIVE Special 2017
- 12月23日 - ポルノ超特急 2017
- 12月28日 - FM802 ROCK FESTIVAL RADIO CRAZY 2017
- 12月29日 - COUNTDOWN JAPAN 17/18

2018年
- 04月29日 - COMIN'KOBE18
- 04月24日.25日 - MANIA TOUR IN JAPAN 2018 (Fall Out Boy)
- 05月19日 - OSAKA METROPOLITAN ROCK FESTIVAL 2018
- 05月26日 - TOKYO METROPOLITAN ROCK FESTIVAL 2018
- 06月02日 - 百万石音楽祭〜ミリオンロックフェスティバル〜 2018
- 06月16日 - SATANIC CARNIVAL'18
- 06月22日.26日.27日.29日 - PLAY ALL AROUND JAPAN TOUR 2018 (ROTTENGRAFFTY)
- 07月15日 - JOIN ALIVE 2018
- 07月28日 - WILD BUNCH FEST. 2018
- 08月05日 - ジャイガ-OSAKA MAISHIMA ROCK FES 2018-
- 08月19日 - SUMMER SONIC 2018
- 08月31日 - SPACE SHOWER SWEET LOVE SHOWER 2018
- 09月09日 - TREASURE05X -15th ANNIVERSARY!!
- 09月15日 - AMBITIOUS TOHOKU FES 2018
- 09月21日 - Chasing the Horizon Tour 2018 (MAN WITH A MISSION)
- 11月03日 - バズリズム  LIVE 2018
- 12月22日 - ポルノ超特急2018-5th ANNIVERSARY-
- 12月23日 - MERRY ROCK PARADE 2018
- 12月30日 - COUNTDOWN JAPAN 18/19

2019年
- 01月13日 - NO MATTER LIVE (Keiの死去により出演キャンセル)
- 08月16日.17日 - SUMMER SONIC 2019 (08月16日の大阪公演は台風の影響により出演キャンセル)
- 10月05日.06日 - KEYTALK×Xの方程式 この空に響け2マン・ラプソディー ～実に面白いネ (KEYTALK)
- 10月11日.12日 - 20th Anniversary Beginning of the Story ～We are ROTTENGRAFFTY～  (ROTTENGRAFFTY)
- 10月20日 - DOGIMAZUN2019 -Halloween Night Special!!!-
- 10月27日 - サンボマスター「デカスロン ～強敵と書いて友と呼ぶ～」 (サンボマスター)
- 11月09日 - バズリズムLIVE 2019
- 11月12日 - dustbox「The Awakening TOUR」 (dustbox)
- 12月21日 - ポルノ超特急2019
- 12月22日 - MERRY ROCK PARADE 2019
- 12月31日 - COUNTDOWN JAPAN 19/20

2020年
- 01月11日 - NO MATTER LIVE
- 03月21日 - KNOTFEST JAPAN 2020 (Slipknot)
- 03月30日.31日 - COUPLING TOUR 「Tonight the silence kills me with your fire」 (THE ORAL CIGARETTES)
- 05月06日 - JAPAN JAM 2020
- 05月16日 - COMING KOBE20
- 06月27日 - Life In The Sun World Edition TOUR (HEY-SMITH)
- 06月28日 - DEAD POP FESTiVAL 2020
- 08月02日 - OSAKA GIGANTIC MUSIC FESTIVAL 2020 -ジャイガ-
- 08月 - ROCK IN JAPAN FESTIVAL 2020
- 10月11日 - GR8 FEST. AT OSAKA-JO HALL
- 12月20日 - MERRY ROCK PARADE 2020
- 12月29日 - COUNTDOWN JAPAN 20/21

2021年
- 05月03日 - JAPAN JAM 2021
- 06月05日 - SATANIC CARNIVAL 2021
- 06月27日 - DEAD POP FESTiVAL 2021 (SiM)
- 08月01日 - OSAKA GIGANTIC MUSIC FESTIVAL 2021 -ジャイガ-（メンバーの新型コロナウイルス感染により出演辞退）
- 08月15日 - ROCK IN JAPAN FESTIVAL 2021（開催中止）
- 08月27日 - SWEET LOVE SHOWER 2021（開催中止）
- 09月03日 - TREASURE 05X 2021（メンバーの新型コロナウイルス感染により出演辞退）
- 10月10日 - Tucky’s Mastering Presents -FULL BIT Vol.1
- 12月18日 - ポルノ超特急2021
- 12月19日 - MERRY ROCK PARADE 2021

2022年
- 02月07日 - RAISE A SUILEN SPECIAL LIVE「Repaint」(RAISE A SUILEN)
- 05月05日 - JAPAN JAM 2022
- 07月23日 - OSAKA GIGANTIC MUSIC FESTIVAL 2022
- 08月12日 - ROCK IN JAPAN FES. 2022
- 08月20日 - SUMMER SONIC 2022
- 09月04日 - TREASURE05X 2022
- 09月17日 - イナズマロックフェス 2022
- 09月19日 - WILD BUNCH FEST. 2022
- 10月01日・02日 - HEY-SMITH 15th Anniversary TOUR -Inside Of Me-（HEY-SMITH）
- 10月28日 - DOGIMAZUN 2022
- 11月11日 - ヒッサツマエバ -きあいだめ- (キュウソネコカミ)
- 11月23日 - REDLINE ALL THE REVENGE
- 12月18日 - MERRY ROCK PARADE 2022

2023年
- 01月09日・02月22日・23日・25日 - NO MATTER LIVE
- 02月04日 - BLARE FEST. 2023 (coldrain)
- 04月02日 - KNOTFEST JAPAN 2023 (slipknot)
- 05月04日 - JAPAN JAM 2023
- 06月10日 - ロットンの日 2023 (ROTTENGRAFFTY)
- 06月17日 - SATANIC CARNIVAL ’23
- 06月24日 - DEAD POP FESTiVAL 2023 (SiM)
- 07月01日 - 京都大作戦2023 ～今年は可能な限りフェスに参加してくだ祭!～
- 07月15日 - JOIN ALIVE 2023
- 07月22日 - OSAKA GIGANTIC MUSIC FESTIVAL 2023
- 08月13日 - ROCK IN JAPAN FES.2023
- 08月14日 - Paledusk INTO THE PALE HELL TOUR (Paledusk)
- 08月19日 - SUMMER SONIC 2023
- 09月02日 - TREASURE05X 2023
- 09月09日 - OSAKA HAZIKETEMAZARE FESTIVAL 2023
- 09月13日 - WILD BUNCH FEST. 2023
- 10月07日 - イナズマロックフェス 2023
- 11月22日 - Tucky's Mastering Presents -FULL BIT Vol.2-

2024年
- 02月18日 - A.V.E.S.T project 『鼓動』
- 03月25日 - COREY TAYLOR JAPAN 2024 (コリィ・テイラー)
- 05月06日 - VIVA LA ROCK 2024
- 05月19日 - COMING KOBE24
- 05月27日 - 「Rest In Punk Tour」Final Series (HEY-SMITH)
- 05月30日 - BLUE ENCOUNT 2MAN TOUR ASSEMBLE A NEW AGE -season2- (BLUE ENCOUNT)
- 06月15日 - SATANIC CARNIVAL 2024
- 07月09日.10日 - Crossfaith AЯK Japan Tour 2024 (Crossfaith)
- 07月21日 - OSAKA GIGANTIC MUSIC FESTIVAL 2024
- 08月12日 - ROCK IN JAPAN 2024
- 09月06日 - TREASURE05X 2024
- 09月21日 - イナズマロックフェス 2024
- 12月08日 - REDLINE ALL THE FINAL
- 12月21日 - MERRY ROCK PARADE 2024
- 12月29日 - COUNTDOWN JAPAN 24/25

2025年
- 01月26日 - FUKUOKA MUSIC FES. 2025
- 02月27日 - Blown in the Reborn TOUR 2025 (ROTTENGRAFFTY)
- 05月05日 - VIVA LA ROCK2025
- 05月25日 - 青春ヶ丘俊光 ～激烈 ︎対バンツアー2025～ (としみつ)
- 05月31日 - 花冷え。Pre.春の大解放祭2025 (花冷え。)
- 06月08日 - 百万石音楽祭2025～ミリオンロックフェスティバル～
- 06月15日 - SATANIC CARNIVAL 2025
- 07月20日 - OSAKA GIGANTIC MUSIC FESTIVAL 2025
- 08月17日 - SUMMER SONIC 2025
- 09月20日 - イナズマロックフェス 2025
- 10月12日 - TOKYO ISLAND 2025
- 10月20日 - Crystal Lake CHAMPIONSHIP TOUR 2025 (Crystal Lake)
- 10月31日 - GORILLAZUN

日本国外
2014年
- 06月13日 - ULTRA KOREA 2014 (韓国)

2015年
- 08月07日 - 仁川ペンタポート・ロック・フェスティバル 2015 (韓国)
- 08月09日 - Heart-Town Festival（中国語: 山海屯音樂節） 2015 (台湾) （台風なのでキャンセルされた）
- 10月17日 - パリワンマン公演 (フランス)

2017年
- 03月26日 - Megaport Festival（中国語: 大港開唱） 2017 (台湾)
- 04月30日 - Strawberry Music Festival 2017 (上海)